# Sorocaba
Sorocaba (pronuncia-se AFI: [so̞ɾo̞ˈkabɐ]) é um município brasileiro no interior do estado de São Paulo. É a sétima cidade mais populosa do estado e a mais populosa da região sudoeste paulista, com uma população de 723 682 habitantes, de acordo com o Censo 2022, realizado pelo IBGE, sendo uma capital regional.
Possui uma área de 450,38 km². O município está integrado — junto com a Grande São Paulo, a Região Metropolitana de Campinas, a Região Metropolitana de Jundiaí, Regiao Metropolitana de Piracicaba, a Região Metropolitana da Baixada Santista e a Região Metropolitana do Vale do Paraíba e Litoral Norte — ao Complexo Metropolitano Expandido, uma megalópole que ultrapassa os 30 milhões de habitantes (cerca 75% da população paulista) e que é a primeira aglomeração urbana do tipo no hemisfério sul. A Região Metropolitana de Sorocaba é composta por 27 municípios que somam aproximadamente 2,06 milhões de habitantes.
A cidade é um importante polo industrial do estado de São Paulo e do Brasil, e sua produção industrial chega a mais de 120 países, atingindo um produto interno bruto (PIB) acima dos 44 bilhões de reais, o vigésimo sexto maior do país, à frente de capitais como São Luís, Belém, Vitória, Natal e Florianópolis. As principais bases de sua economia são os setores de indústria, comércio e serviços, com mais 22 mil empresas instaladas, sendo mais de duas mil delas indústrias.

## Etimologia
A palavra sorocaba, da língua geral paulista, originou-se do tupi sorok ("rasgar"), -ab, um afixo que indica o lugar onde algo é feito, e -a, um sufixo substantivador. Assim, Sorocaba significa "lugar da rasgadura".

## História

### Pré-história
As bases físicas sobre as quais se encontra o município começaram a ganhar forma há milhões de anos, com a definição geológica da bacia do rio Sorocaba, na chamada depressão periférica. Até há pouco tempo, a historiografia sorocabana afirmava que a região em que se encontra o município de Sorocaba era habitada antes de sua fundação por índios Tupis. A prova disso seria um mapa de Guilherme Blaeu, de 1640, em que a região de Sorocaba aparece em território Tupiniquim e as urnas funerárias encontradas na cidade. No entanto, um estudo recente, publicado na REU (Revista de Estudos Universitários) da Uniso (Universidade de Sorocaba), demonstrou que o mapa citado como prova pela historiografia sorocabana é incorreto, tratando-se de uma sobreposição moderna de dois outros mapas, o Plata Americae provincia de Corneille Wytfliet e o Accuratissima Brasilae Tabula de Joannes Janssonius.
Além disso, sabe-se que os Tupi se localizavam na costa do Brasil e não no interior, como fica evidente no trabalho do arqueólogo Joaquim Brochado. Por fim, o importante mapa etno-histórico de Curt Nimuendaju localiza a região de Sorocaba em território Jê. Portanto, ao contrário do que afirma a historiografia sorocabana, a hipótese de que Sorocaba fosse fundada em território Tupi está completamente fora de cogitação. Da mesma forma, a ideia de que o Peabiru cortasse a cidade de Sorocaba permitindo o comércio dos índios com os incas não passa de especulação e carece de fontes históricas e arqueológicas. No entanto até hoje são encontradas cerâmicas indígenas. Por exemplo, durante escavações efetuadas para a instalação do sistema de esgoto em fevereiro de 2006, encontraram-se pedaços de cerâmica rústica a cerca de dez quilômetros do centro da cidade, no bairro Brigadeiro Tobias. Diferentemente do que a antiga historiografia sorocabana prega, esses pedaços de cerâmica não foram produzidos por índios "pré-históricos", mas por indígenas escravizados levados pelos fundadores da vila de Sorocaba.
No ano de 2022, o acervo arqueológico do MHS passou por um processo de reorganização e curadoria por iniciativa da Secretaria de Cultura e Economia Criativa do Estado de São Paulo, e o material cerâmico foi identificado pelos profissionais arqueólogos como tradição tupi-guarani do período pré-histórico a partir de 1.500 anos atrás e os resultados foram publicados na Revista da Universidade de Sorocaba (UNISO).

### Colonização
Os bandeirantes passavam por essa região quando iam para Minas Gerais e Mato Grosso à procura de ouro, prata e ferro. Em 1589, o português Afonso Sardinha esteve no morro de Araçoiaba à procura do ouro mas encontrou somente minério de ferro. No local, nesse ano, Afonso Sardinha construiu a primeira casa da região, que deu origem à fundação da vila de Nossa Senhora da Ponte de Monte Serrat, mudando-se para a vila de São Filipe no Itavuvu em 1611. Por ordem do então governador-geral do Brasil (período entre 1591 e 1602), Dom Francisco de Sousa, foi inaugurado o pelourinho (símbolo do poder real) na vila de Nossa Senhora da Ponte de Monte Serrat, no morro de Araçoiaba em 1599. Após o retorno de dom Francisco à corte, o capitão Baltasar Fernandes instalou-se na região em 1654 com família e escravaria indígena vindas de Santana de Parnaíba nas terras que recebeu do rei de Portugal. Fundou então, a 15 de agosto de 1654, um povoado com o nome de Sorocaba. O nome foi dado conforme a etimologia apresentada na seção "Etimologia".
Baltasar Fernandes doou terras aos beneditinos de Parnaíba, para que estes construíssem um convento e uma escola. Essa edificação foi o mosteiro de São Bento, fundado em 1660. O povoado foi elevado a município no dia 3 de março de 1661, passando a chamar-se vila de Nossa Senhora da Ponte de Sorocaba e, na ocasião, foi instalada a primeira câmara municipal.
O primeiro ciclo a marcar a vida econômica de Sorocaba foi o bandeirismo, quando os Sorocabanos aprofundaram-se além das linhas de Tordesilhas, montando entrepostos comerciais e de mineração. Os bandeirantes sorocabanos Paschoal Moreira Cabral e Miguel Sutil são fundadores da cidade de Cuiabá, no estado de Mato Grosso. Segundo uma historiografia antiga, as cidades de São Paulo exportavam indígenas escravizados ao nordeste açucareir. No entanto, foi demonstrado pelo importante historiador John Manuel Monteiro que São Paulo concentrava mão de obra escrava indígena para a produção agrária. Portanto, não é verdade que os bandeirantes paulistas caçavam índios para vendê-los às fazendas nordestinas. Os bandeirantes aprisionavam índios para que eles fossem escravizados nas próprias fazendas paulistas e em Sorocaba não foi diferente. Ségio Buarque de Holanda mostrou que Sorocaba nos séculos XVII e XVIII vivia intensamente e tinha importante produção agrícola. Diferentemente dos negros escravizados, os indígenas escravizados não habitavam senzalas, mas pequenas aldeias nas fazendas paulistas. Em Sorocaba, a escravidão indígena era tão difundida nos séculos XVII e XVIII, que até mesmo os padres mantinham indígenas escravizados. Assim, a cerâmica indígena encontrada em Sorocaba atualmente não foi feita pelos índios antes da colonização, mas por indígenas escravizados que habitavam a cidade.
A partir do século XVIII, o bandeirantismo de predação foi gradativamente substituído pelo comércio de mulas. O coronel Cristóvão Pereira de Abreu, um dos fundadores do estado do Rio Grande do Sul, conduziu pelas ruas do povoado a primeira tropa de muares no ano de 1733, inaugurando o ciclo do tropeirismo. Sorocaba tornou-se um marco obrigatório para os tropeiros devido a sua posição estratégica, eixo econômico entre as regiões Norte, Nordeste e Sul. Com o fluxo de tropeiros, o povoado ganhou uma feira onde os brasileiros de todos os estados reuniam-se para comercializar animais, a feira de Sorocaba. Este fluxo intenso de pessoas e riquezas promoveu o desenvolvimento do comércio e das indústrias caseiras baseadas na confecção de facas, facões, redes de pesca, doces e objetos de couro para a montaria.[carece de fontes?]

### Século XIX

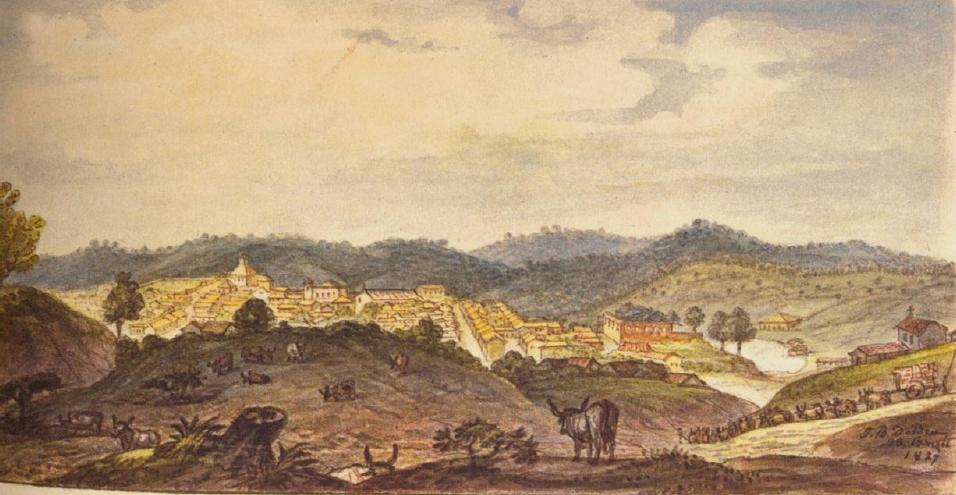
Sorocaba em 1827. Obra de Jean-Baptiste Debret.

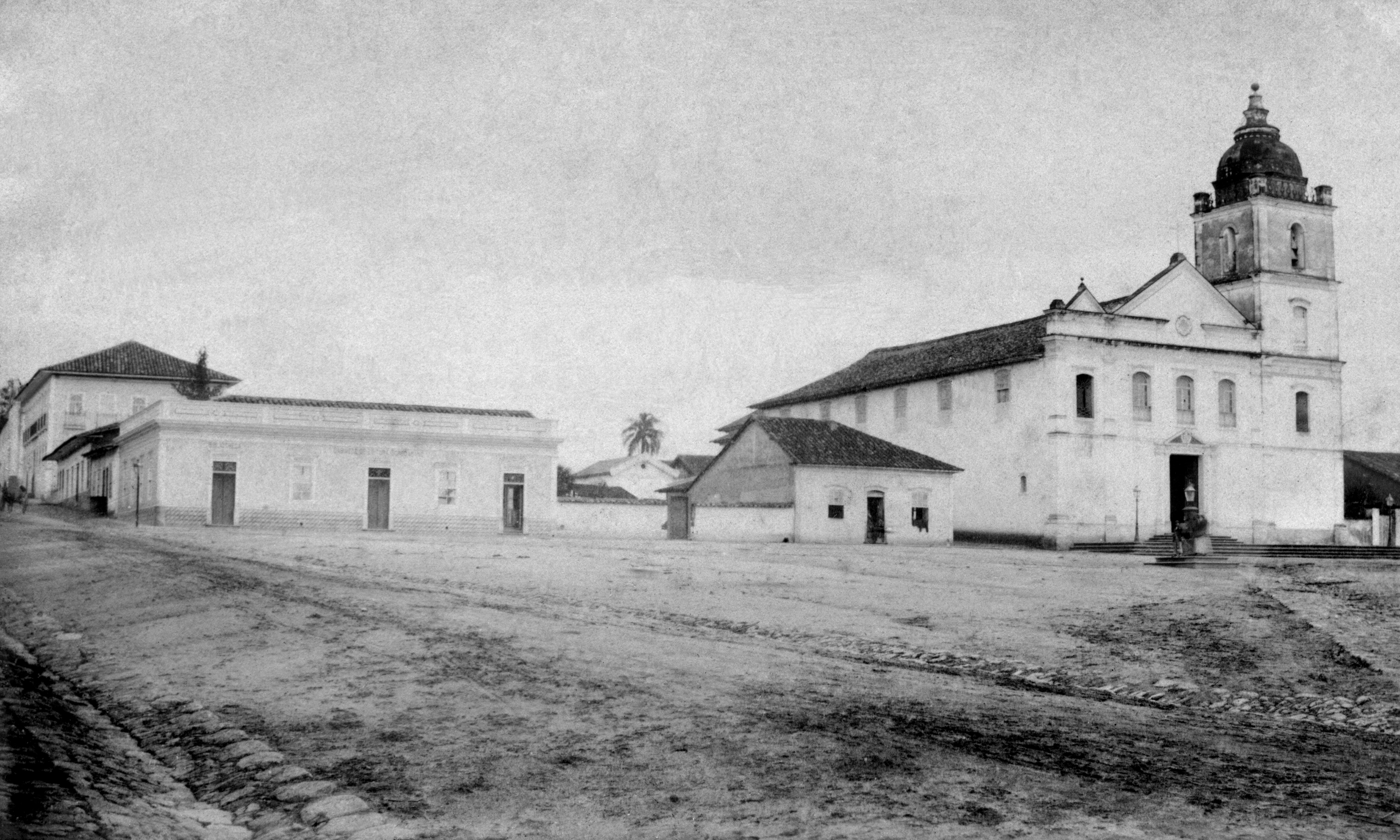
Largo da matriz, c. 1875-1880.

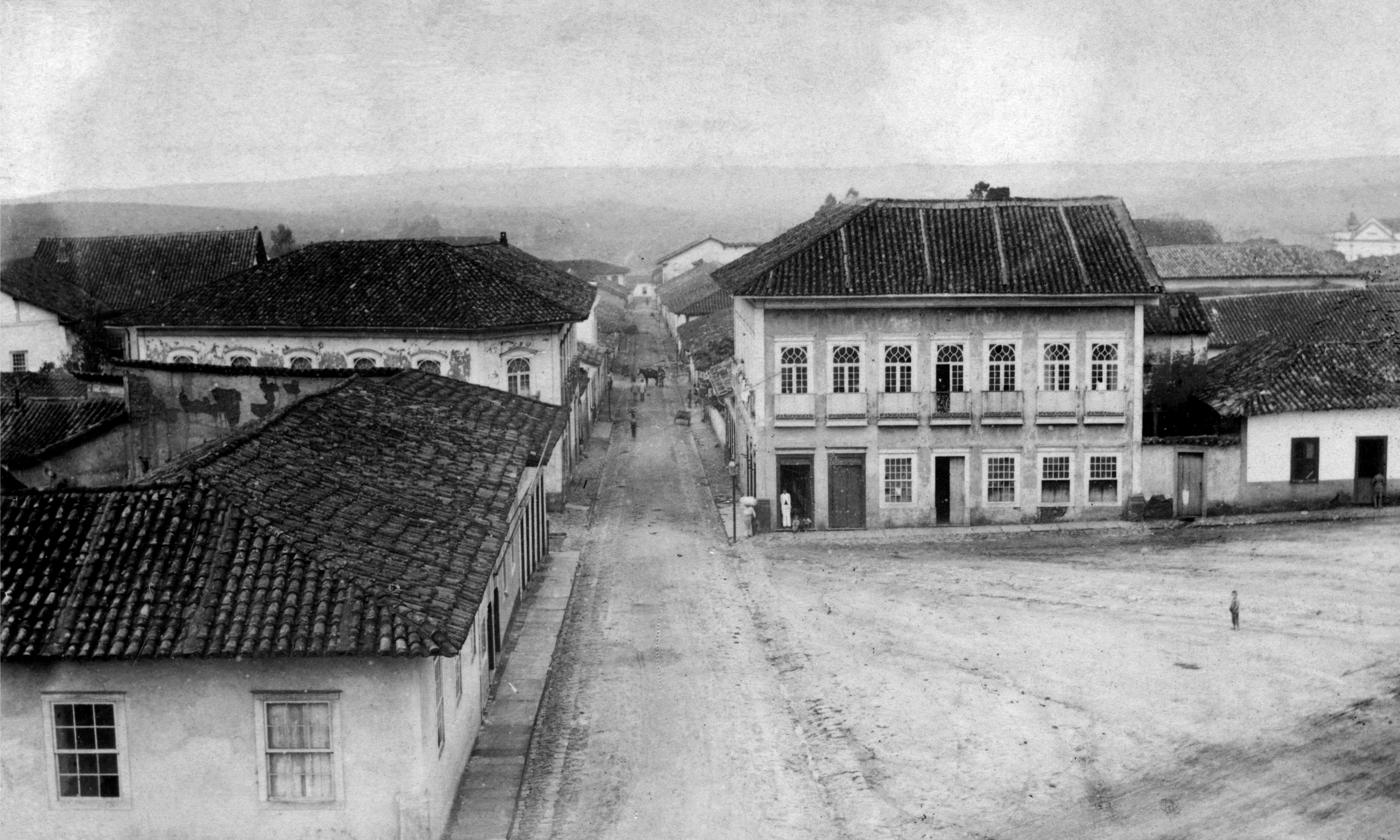
Rua Direita, c. 1875-1880.

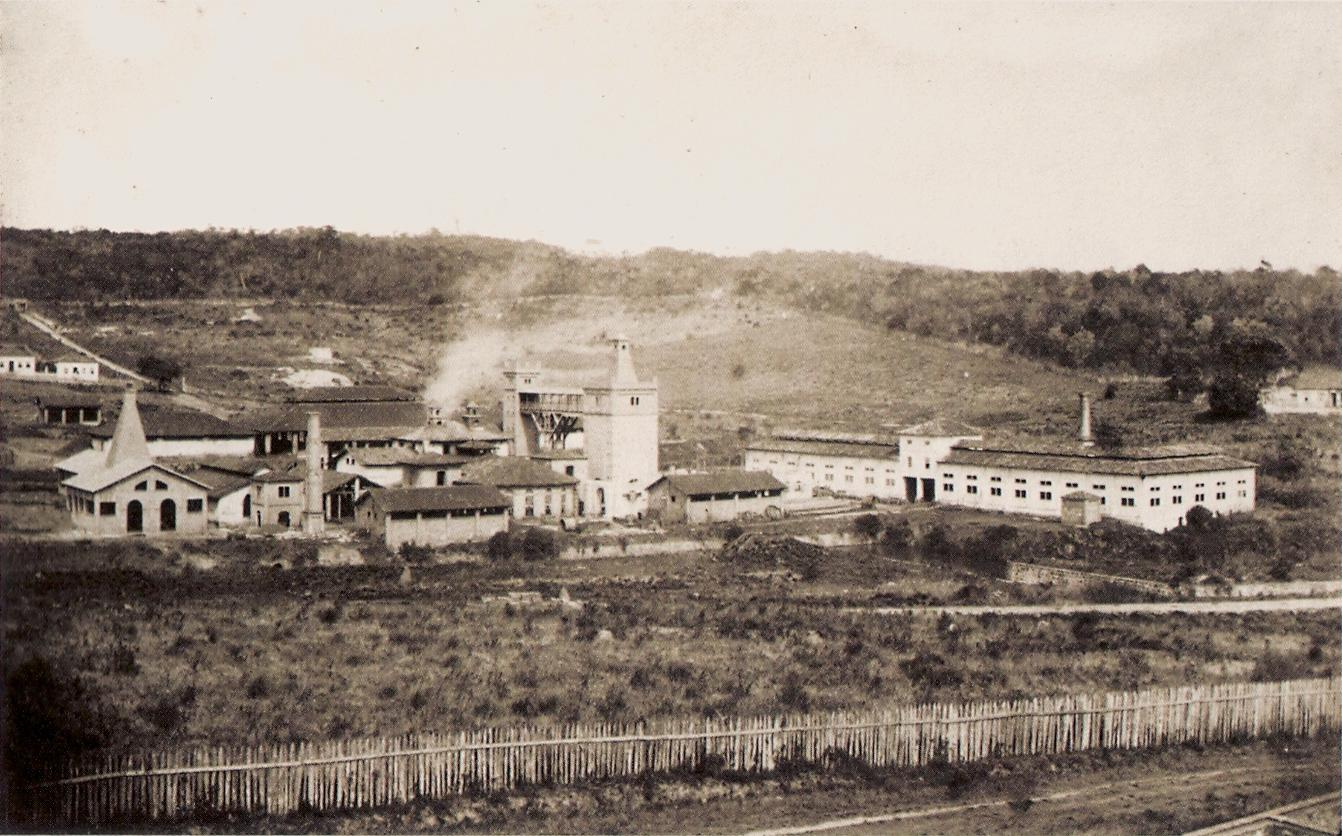
Fábrica de ferro em Sorocaba de São João de Ipanema em 1884

Em 1842, Rafael Tobias de Aguiar, o brigadeiro Tobias, comandou a revolução Liberal juntamente com o padre Diogo Antônio Feijó para combater a ascensão dos conservadores durante o início do reinado de Dom Pedro II, mas foi derrotado pelas forças imperiais. Foi, por duas vezes, presidente da província de São Paulo.[carece de fontes?]
Em 1852, apareceram as primeiras tentativas fabris. No entanto, o comércio do algodão cru revertia melhores lucros aos Sorocabanos. A cultura do algodão desenvolveu-se grandemente, a ponto de levar Luís Mateus Maylasky, o maior comprador de algodão da zona, a construir, em 1870, a Estrada de Ferro Sorocabana (EFS) inaugurada em 1875. A ferrovia foi um dos fatores do desenvolvimento industrial, que teve início com a Real Fábrica de Ferro São João do Ipanema, primeira metalúrgica em escala industrial da América Latina, de onde saiu um dos grandes Sorocabanos, Francisco Adolfo de Varnhagen, o Visconde de Porto Seguro.
A partir da queda das exportações do algodão, os Sorocabanos passaram a industrializar a fibra na própria cidade. Assim, Manuel José da Fonseca inaugurou, em 1882, a fábrica de tecido Nossa Senhora da Ponte; logo em 1890, apareceram as fábricas Santa Rosália e Votorantim, que deram início ao parque industrial de Sorocaba juntamente com as indústrias têxteis de origem inglesa que se instalaram na cidade, tornando-a conhecida como a "Manchester paulista".
Sorocaba pertenceu à comarca de Itu desde 1811 até a criação da comarca de Sorocaba em 30 de março de 1871. A diocese foi criada em 1924 e suas atividades começaram em 1925.[carece de fontes?]

### Industrialização
O declínio da indústria têxtil, depois de se constituir num polo de atração urbana, fez com que a cidade buscasse novos caminhos e, a partir da década de 1970, diversificou o seu parque industrial, hoje com mais de 1 700 empresas: entre elas, algumas das principais do país.
O parque industrial de Sorocaba possui excelente infraestrutura rodoviária, transportes públicos, rede de energia elétrica, telecomunicações, deposição de lixo e resíduos industriais, água e esgoto, com mais de 25 000 000 de metros quadrados.
As principais atividades econômicas são: indústrias de máquinas, siderurgia e metalurgia pesada, indústria automobilística, autopeças, mecânicas, indústrias têxteis, equipamentos agrícolas, químicas, petroquímicas farmacêuticas, papel e celulose, produção de cimento, energia eólica, eletrônica, ferramentas, telecomunicações entre outras, tornando-se assim uma cidade dinâmica e de boa situação econômica.

## Geografia

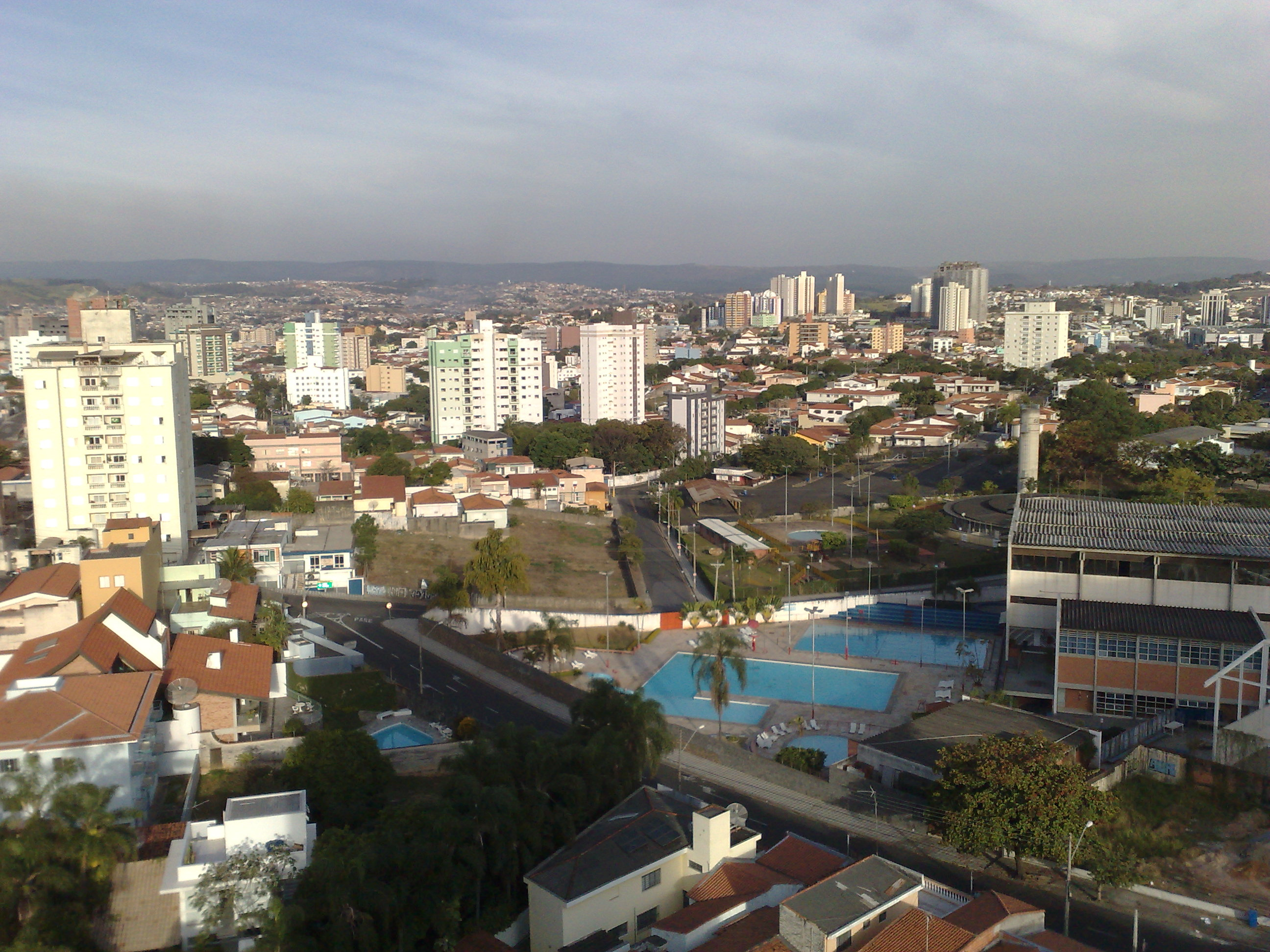
Panorama da cidade a partir do bairro Mangal

A cidade localiza-se a 87 km de distância da capital do Estado. Se situa às margens de uma importante ferrovia, a Linha Tronco da antiga Estrada de Ferro Sorocabana, que acompanhou todo o seu desenvolvimento. As principais rodovias são a Castelo Branco (SP-280) e Raposo Tavares (SP-270). É atravessada pelo Rio Sorocaba, afluente da margem esquerda do Rio Tietê. O município de Sorocaba situa-se sob o Trópico de Capricórnio, na latitude 23° 26′ 16″. No entroncamento da Rodovia José Ermírio de Morais (SP-75, Castelinho) com a interligação para a Rodovia Raposo Tavares, a Rodovia Dr Celso Charuri (SP-91/270), há um marco sinalizando o Trópico.
Possui um dos maiores pátios ferroviários do Brasil, de onde há um entroncamento entre as linhas férreas da Estrada de Ferro Sorocabana e da Estrada de Ferro Elétrica Votorantim, hoje ambas estando sob concessão da Rumo Logística para o transporte de cargas.
O relevo é classificado como ondulado, caracterizado por vertentes e altos de serra, com altitude média de 632 metros em relação ao nível do mar. A maior altitude é de 1.028 metros, nas cabeceiras do rio Pirajibu, na Serra de São Francisco, próximo a Alumínio. A menor altitude 539 metros está no vale no Rio Sorocaba. Em termos geomorfológicos, Sorocaba situa-se na borda da Depressão Periférica Paulista, na Linha de Queda Apalachiana, conforme definida pelo Prof. Aziz Ab'Saber. Essa configuração deve-se ao fato de Sorocaba situar-se no limite entre o Planalto Atlântico, que compreende domínio de rochas cristalinas, com relevos mais elevados e as rochas da Bacia Sedimentar do Paraná com relevo mais ondulado e altitudes mais baixas. O Rio Sorocaba e sua bacia são responsáveis pela dissecação do relevo.
A vegetação natural original era de mata atlântica, com locais de floresta ombrófila densa de montanha. Domina a vegetação de cerrado e secundária em vários estágios de sucessão (capoeiras)

### Clima
Sorocaba apresenta um clima subtropical. Durante o verão, os dias são bastante quentes e as noites as temperaturas são suaves. O inverno é ameno, sendo Julho o mês mais frio e o mais quente Fevereiro. O índice pluviométrico fica em torno de 1 300 milímetros por ano. De acordo com a classificação de Köppen, Sorocaba pode ser classificada com clima dominante do tipo "Cwa", que caracteriza clima subtropical quente, com chuvas de verão e temperatura no mês mais quente ≥ 22 °C.
Geadas ocorrem esporadicamente em regiões mais afastadas do centro e massas de ar polar acompanhadas de excessiva nebulosidade às vezes fazem com que as temperaturas permaneçam baixas, mesmo durante a tarde. Tardes com temperaturas máximas que variam entre 14 °C e 16 °C são comuns até mesmo durante o outono e o início da primavera. Durante o inverno, já houve vários registros de tardes em que a temperatura sequer ultrapassou a marca dos 10 °C.[carece de fontes?]
| Maiores acumulados de precipitação em 24 horas registrados em Sorocaba por meses (INMET)                                                                                             | Maiores acumulados de precipitação em 24 horas registrados em Sorocaba por meses (INMET) | Maiores acumulados de precipitação em 24 horas registrados em Sorocaba por meses (INMET) | Maiores acumulados de precipitação em 24 horas registrados em Sorocaba por meses (INMET) | Maiores acumulados de precipitação em 24 horas registrados em Sorocaba por meses (INMET) | Maiores acumulados de precipitação em 24 horas registrados em Sorocaba por meses (INMET) |
| Mês | Acumulado                                                                                | Data                                                                                     | Mês                                                                                      | Acumulado                                                                                | Data                                                                                     |
| --- | ---------------------------------------------------------------------------------------- | ---------------------------------------------------------------------------------------- | ---------------------------------------------------------------------------------------- | ---------------------------------------------------------------------------------------- | ---------------------------------------------------------------------------------------- |
| Janeiro | 111,9 mm                                                                                 | 27 de janeiro de 2004                                                                    | Julho                                                                                    | 71,8 mm                                                                                  | 30 de julho de 1989                                                                      |
| Fevereiro | 164,4 mm                                                                                 | 17 de fevereiro de 2011                                                                  | Agosto                                                                                   | 44,9 mm                                                                                  | 23 de agosto de 1986                                                                     |
| Março | 124,6 mm                                                                                 | 21 de março de 2018                                                                      | Setembro                                                                                 | 66,2 mm                                                                                  | 20 de setembro de 1984                                                                   |
| Abril | 123,8 mm                                                                                 | 13 de abril de 2014                                                                      | Outubro                                                                                  | 91,6 mm                                                                                  | 2 de outubro de 2001                                                                     |
| Maio | 145,4 mm                                                                                 | 25 de maio de 2005                                                                       | Novembro                                                                                 | 100,4 mm                                                                                 | 12 de novembro de 2002                                                                   |
| Junho | 116,2 mm                                                                                 | 6 de junho de 2017                                                                       | Dezembro                                                                                 | 116,8 mm                                                                                 | 18 de dezembro de 1987                                                                   |
| Período: 1 de janeiro de 1961 a 31 de julho de 1963, 1 de setembro de 1977 a 31 de maio de 1991, 1 de fevereiro de 1998 a 31 de dezembro de 1999 e a partir de 1 de setembro de 2001 |                                                                                          |                                                                                          |                                                                                          |                                                                                          |                                                                                          |

O inverno também é caracterizado por dias quentes e secos, quando a temperatura pode passar dos 28 °C em plena estação fria, resultado da extensa massa de ar seco que predomina no sudeste nesse período. O verão é quente e úmido, caracterizado pelas chuvas de verão que são acompanhadas de trovoadas e raios. Não é comum a temperatura nessa estação atingir valores acima de 35 °C, sempre ficando entre os 29 °C e 32 °C e as mínimas amenizam as noites de verão, atingindo valores de até 16 °C.[carece de fontes?] Não há registro oficial de neve na cidade.
Segundo dados do Instituto Nacional de Meteorologia (INMET), referentes ao período de janeiro de 1961 a 1963, 1977 a 1991, 1998 a 1999 e a partir de 2001, a menor temperatura registrada em Sorocaba foi de 1 °C nos dias 29 de julho de 1990 e 17 de julho de 2000, e a maior atingiu 38,2 °C em 17 de novembro de 1985. O maior acumulado de precipitação em 24 horas atingiu 164,4 mm em 17 de fevereiro de 2011. Outros acumulados iguais ou superiores a 100 mm foram 145,4 mm em 25 de maio de 2005, 143,9 mm em 1° de fevereiro de 2017, 124,6 mm em 21 de março de 2018, 123,8 mm em 13 de abril de 2014, 116,8 mm em 18 de dezembro de 1987, 116,2 mm em 6 de junho de 2017, 111,9 mm em 27 de janeiro de 2004, 110,2 mm em 3 de janeiro de 2006, 104,4 mm em 14 de janeiro de 1981, 104,2 mm em 20 de dezembro de 2017, 101,4 mm em 2 de março de 1983 e 100,4 mm em 12 de novembro de 2002. O mês de maior precipitação foi de janeiro de 2003, quando foram acumulados 446,3 mm. O menor índice de umidade relativa do ar foi registrado em 1° de julho de 2013, de 10%, sendo que o recorde anterior havia sido de 15%, em 8 de setembro de 1981.
| Dados climatológicos para Sorocaba | Dados climatológicos para Sorocaba | Dados climatológicos para Sorocaba | Dados climatológicos para Sorocaba | Dados climatológicos para Sorocaba | Dados climatológicos para Sorocaba | Dados climatológicos para Sorocaba | Dados climatológicos para Sorocaba | Dados climatológicos para Sorocaba | Dados climatológicos para Sorocaba | Dados climatológicos para Sorocaba | Dados climatológicos para Sorocaba | Dados climatológicos para Sorocaba | Dados climatológicos para Sorocaba |
| Mês | Jan                                | Fev                                | Mar                                | Abr                                | Mai                                | Jun                                | Jul                                | Ago                                | Set                                | Out                                | Nov                                | Dez                                | Ano                                |
| --- | ---------------------------------- | ---------------------------------- | ---------------------------------- | ---------------------------------- | ---------------------------------- | ---------------------------------- | ---------------------------------- | ---------------------------------- | ---------------------------------- | ---------------------------------- | ---------------------------------- | ---------------------------------- | ---------------------------------- |
| Temperatura máxima recorde (°C) | 37,2                               | 37,4                               | 35,8                               | 34,2                               | 31,2                               | 29,7                               | 31,1                               | 34,1                               | 36,4                               | 37,8                               | 38,2                               | 36,2                               | 38,2                               |
| Temperatura máxima média (°C) | 29,2                               | 30                                 | 29,4                               | 27,6                               | 24,8                               | 23,9                               | 24                                 | 25,8                               | 26,4                               | 27,8                               | 28,8                               | 29,1                               | 27,2                               |
| Temperatura média compensada (°C) | 23,5                               | 23,9                               | 23,3                               | 21,6                               | 18,6                               | 17,1                               | 17                                 | 18,4                               | 19,6                               | 21,1                               | 22,4                               | 23                                 | 20,8                               |
| Temperatura mínima média (°C) | 19,6                               | 19,7                               | 19,1                               | 17,4                               | 14,1                               | 12,3                               | 12                                 | 13                                 | 14,7                               | 16,3                               | 17,7                               | 18,7                               | 16,2                               |
| Temperatura mínima recorde (°C) | 11,2                               | 13,9                               | 10,6                               | 5,5                                | 3,1                                | 2                                  | 1                                  | 1,2                                | 5,2                                | 8,5                                | 11                                 | 12,6                               | 1                                  |
| Precipitação (mm) | 284,2                              | 155,5                              | 142,9                              | 64,7                               | 82,5                               | 54,5                               | 55,7                               | 31,9                               | 67,9                               | 100,6                              | 131,5                              | 183,7                              | 1 355,6                            |
| Dias com precipitação (≥ 1 mm) | 15                                 | 12                                 | 9                                  | 5                                  | 7                                  | 4                                  | 4                                  | 4                                  | 7                                  | 9                                  | 9                                  | 13                                 | 98                                 |
| Umidade relativa compensada (%) | 77,7                               | 75,9                               | 75,8                               | 76,4                               | 76,7                               | 76,5                               | 72,7                               | 68,4                               | 69,9                               | 71,5                               | 71,8                               | 74,5                               | 74                                 |
| Insolação (h) | 149,7                              | 161,4                              | 189,3                              | 180,2                              | 177,5                              | 166,8                              | 187,1                              | 202                                | 168                                | 177,9                              | 178,6                              | 161,4                              | 2 100                              |
| Fonte: Instituto Nacional de Meteorologia (INMET) (normal climatológica de 1981-2010; recordes de temperatura: 01/01/1961 a 31/07/1963, 01/09/1977 a 31/05/1991, 01/02/1998 a 31/12/1999 e a partir de 01/09/2001) |                                    |                                    |                                    |                                    |                                    |                                    |                                    |                                    |                                    |                                    |                                    |                                    |                                    |

### Hidrografia

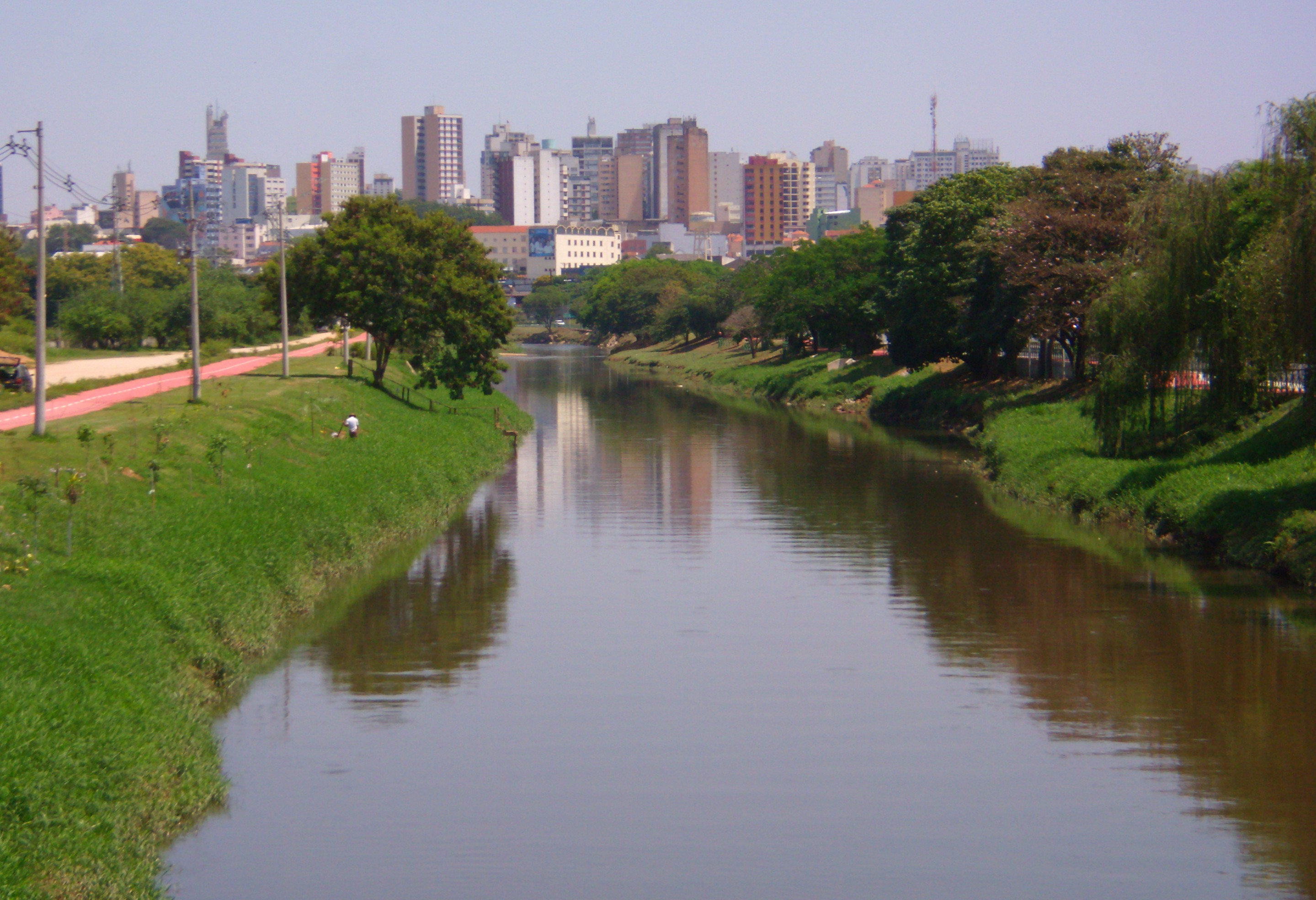
Vista do Rio Sorocaba para quem chega à cidade pela Rodovia Castello Branco, sentido capital-interior.

A cidade situa-se na bacia hidrográfica do Rio Sorocaba, com área de 5.269 km². O rio Sorocaba é formado pelos rios Sorocabuçu e Sorocamirim. Suas cabeceiras estão localizadas nos municípios de Ibiúna, Cotia, Vargem Grande Paulista e São Roque. Percorre 227 km e é o maior e principal afluente da margem esquerda do rio Tietê, desembocando no município de Laranjal Paulista.
O rio Sorocaba atravessa a área do município de Sorocaba na direção sul-norte, em grande parte acompanhado pelas vias marginais. Pela margem direita, os afluentes mais importantes são Água Podre, Tavacahi, Taquaravari e Pirajibu, o maior deles; pela margem esquerda os afluentes são o Supiriri, Córrego Fundo, Caguassu, Olaria, Itanguá, Ipanema, Sarapuí, Pirapora e Tatuí.[carece de fontes?]
O maior manancial de água da região de Sorocaba é o reservatório de Itupararanga, também conhecido como Represa da Light, cuja barragem foi construída no canyon do rio Sorocaba, na Serra de São Francisco. A área da represa é protegida pela Apa da Represa de Itupararanga.[carece de fontes?]
Em termos de águas subterrâneas, as características geológicas da região de Sorocaba incluem os sistemas aquíferos Cristalino, nas rochas de embasamento e Tubarão, nas rochas sedimentares do Grupo Itararé da Bacia do Paraná.[carece de fontes?]

### Meio ambiente

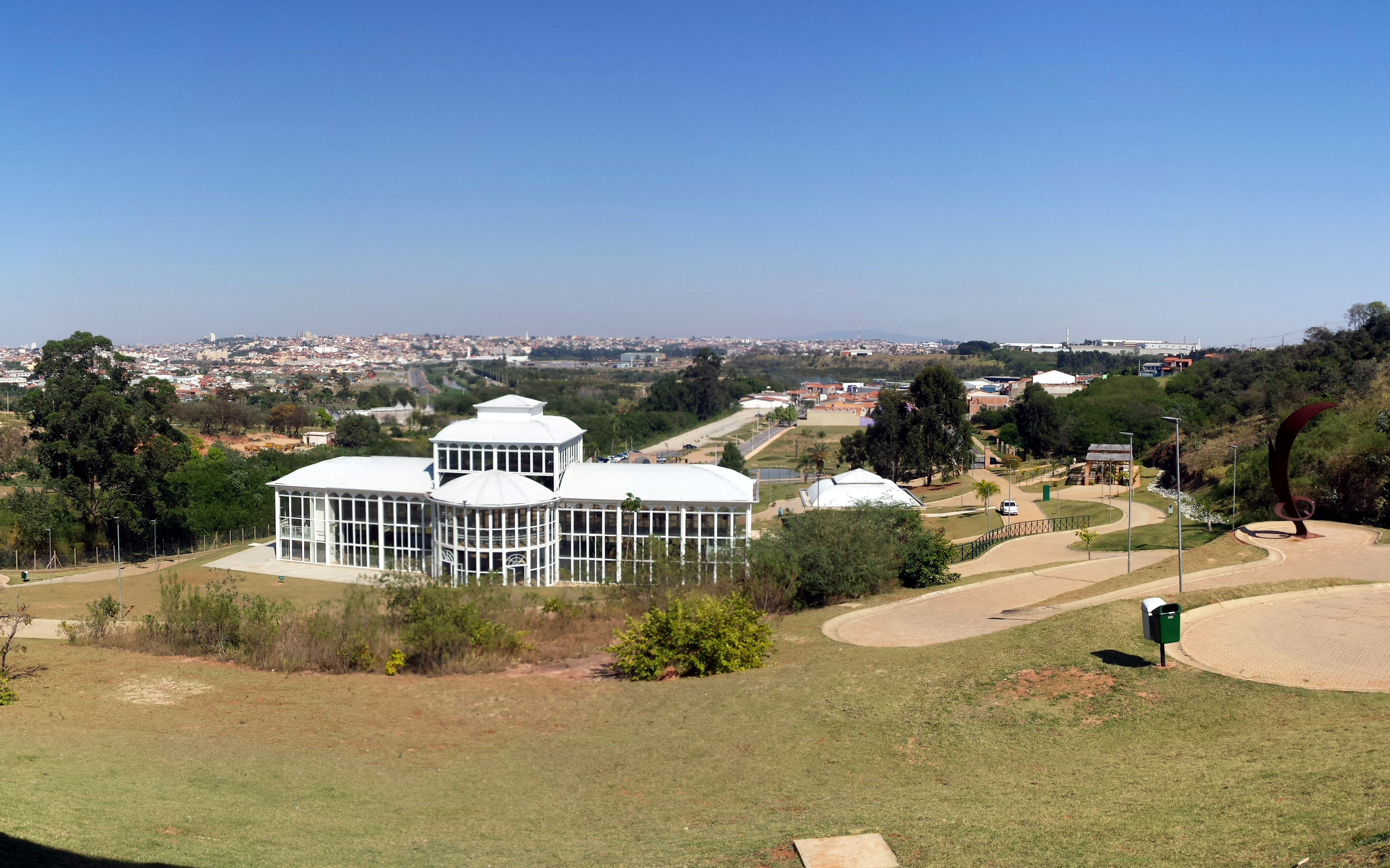
Jardim Botânico Irmãos Villas Bôas

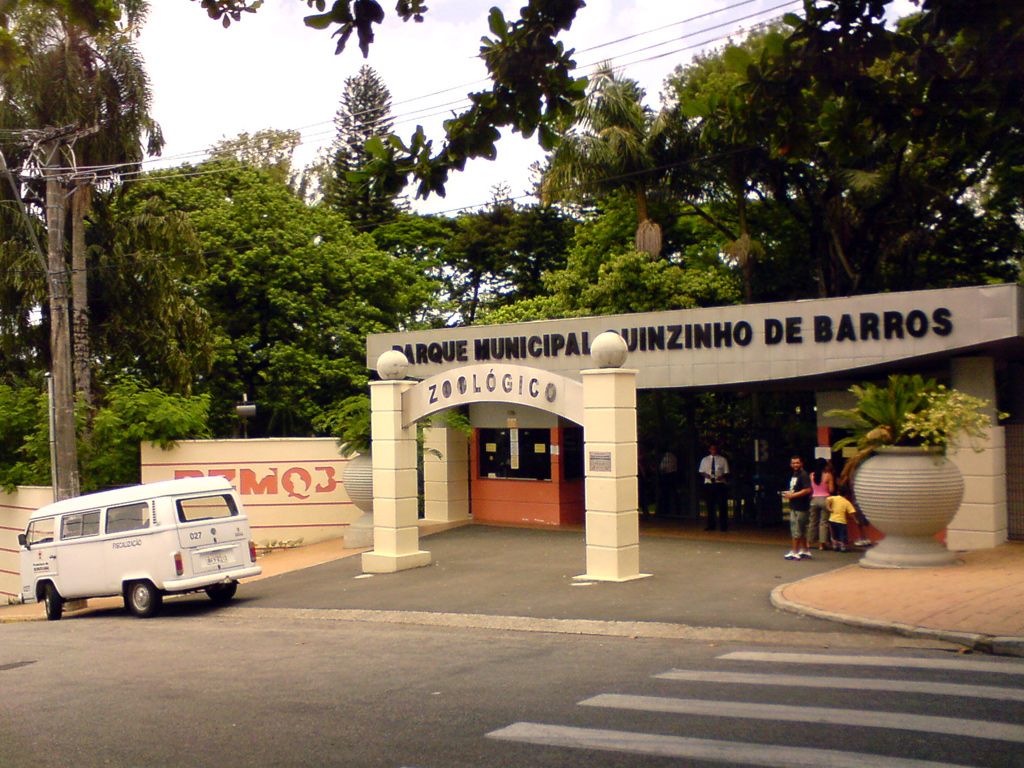
Entrada principal para o Parque Zoológico Municipal Quinzinho de Barros.

A cidade é considerada uma das mais sustentáveis do Brasil, possui Planejamento Estratégico com base em dois eixos internacionais de desenvolvimento. Um deles, é o conceito de "Cidade Saudável", iniciativa da Organização Mundial da Saúde o conceito propõe políticas públicas com vistas à utilização do espaço urbano como promotor de qualidade de vida, tendo como modelo Montreal, no Canadá.
Em Sorocaba, se encontra o Parque Zoológico Municipal Quinzinho de Barros, inaugurado em 20 de outubro de 1968, reconhecido nacional e internacionalmente, pelos trabalhos que desenvolve nas áreas de pesquisas científicas, conservacionismo, preservacionismo e educação ambiental tendo a classificação “A”, a mais alta outorgada pelo IBAMA, tem em seu interior uma faixa de mata atlântica de transição em estágio secundário, um lago, o Museu Histórico Sorocabano e abrigava em 1992, segundo levantamento feito pela Sociedade de Zoológicos do Brasil, um total de 1.487 espécimes de 353 espécies entre mamíferos, aves e répteis, sendo setenta por cento pertencentes à fauna brasileira, tendo, dentre elas, 36 espécies ameaçadas de extinção. Em 2004 foram incorporados novos métodos de exibição, como fossos para primatas, ou como o aviário que proporciona aos visitantes uma experiência onde os pássaros voam em volta deles, enquanto ainda se mantem o bem estar e segurança dos animais. O zoológico é referência na América Latina no que se refere a lazer, pesquisa, preservação e educação ambiental e recebeu em 2007 mais de 1 milhão de visitantes, dentre eles estudantes de 81 cidades do estado de São Paulo. 
Desde o ano 2000, a Prefeitura de Sorocaba, por meio do Serviço Autônomo de Água e Esgoto (Saae), vem desenvolvendo as obras do Programa de Despoluição do Rio Sorocaba. Trata-se de um plano de intervenções que consiste na coleta, afastamento e tratamento de todo o esgoto produzido na cidade, livrando os leitos dos córregos e do rio Sorocaba dessa carga de efluente. O projeto já está em fase final de conclusão. O Rio Sorocaba já foi considerado um dos mais poluídos do país. O "Megaplantio" também é uma ação ambiental da prefeitura de Sorocaba, coordenada pela Secretaria do Meio Ambiente, que integra o Plano de Arborização Urbana. Em determinadas datas a população é convidada a participar do plantio simultâneo de milhares de mudas de árvores de mais de 100 espécies. Até o final de 2012 haviam sido plantadas quase 500 mil mudas no município.
Desde junho de 2013 as Concessionárias de veículos do município são obrigadas a plantar mudas de árvores para cada veículo zero-quilômetro vendido na cidade paulista, de acordo com a Lei Municipal nº 8 568. Para cada carro vendido, uma árvore plantada.]</ref> Com base no número de veículos zero-quilômetro vendidos no município, estima-se que por ano mais de 25 mil novas mudas devem ser plantadas pelas concessionárias. A lei não é válida para as concessionárias de veículos usados. O projeto contribuirá com o plantio de mudas no município e, consequentemente, com a diminuição do dióxido de carbono, emitido em grande parte pelos veículos, responsável pelo Efeito estufa.
Em 2013 cidade foi uma das oito cidades escolhidas pela ONU para participar do Projeto Urban LEDS (Promovendo Estratégias de Desenvolvimento Urbano de Baixo Carbono em Países Emergentes), criado pela ONU-Habitat e a Comissão Europeia e que tem o ICLEI - Governos Locais pela Sustentabilidade como principal implementador. O projeto dará apoio técnico e financeiro para os municípios. Serão disponibilizados 6,7 milhões de euros para apoiar iniciativas de baixa emissão de carbono em áreas urbanas do Brasil, África do Sul, Índia e Indonésia, nos municípios participantes do projeto. A intenção é impulsionar o crescimento acelerado de cidades verdes do Brasil, o projeto prevê mudanças nas cidades escolhidas até 2015.
A cidade conquistou quatro vezes seguidas o Selo Verde e Azul. O certificado "Município Verde Azul" garante à administração prioridade na captação de recursos junto ao Estado, por meio do Fundo Estadual de Prevenção e Controle da Poluição (Fecop). Para obter o selo, os municípios têm que atingir uma nota mínima de 80 numa escala de 0 a 100. A pontuação é dada com base no desempenho em dez diretivas: Esgoto Tratado, Resíduos Sólidos, Arborização Urbana, Educação Ambiental, Cidade sustentável, Uso da Água, Estrutura Ambiental e Conselho Ambiental. Em 2013, Sorocaba conquistou o 1º lugar no Programa Município Verde Azul, subindo quatro posições no ranking ambiental em relação a 2012, da sétima para a terceira. A cidade também recebeu o "Prêmio Franco Montoro" por ser a melhor classificada no Comitê da Bacia Hidrográfica do Rio Sorocaba e Médio Tietê (CBH-SMT).

### Geologia

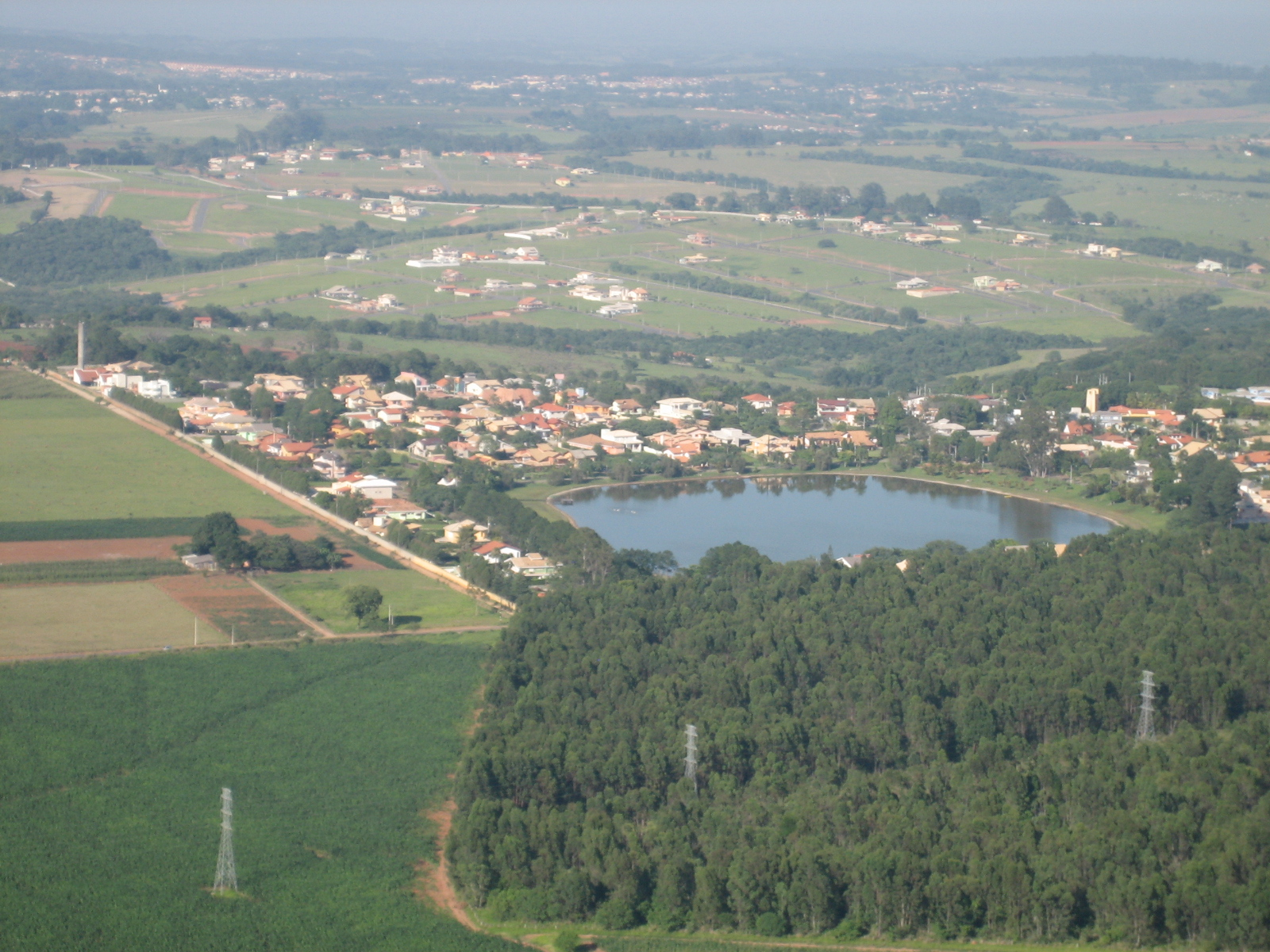
Fotografia aérea dos subúrbios da cidade

O solo é caracterizado como podzólico vermelho-amarelo, com textura argilosa cascalhenta, muito argilosa; latossolo vermelho-escuro de textura argilosa; latossolo vermelho-amarelo com textura média argilosa. Ocorrem também litossolos, que são pouco desenvolvidos geralmente com depressões. O município de Sorocaba situa-se exatamente sobre o limite entre as rochas sedimentares paleozóicas da Bacia Sedimentar do Paraná (Grupo Itararé, com rochas depositadas em antigos ambientes periglaciais, continentais a transicionais, deltáicos, compreendendo arenitos, siltitos e diamictitos de idade Permiano-Carbonífero, cerca de 300 milhões de anos) e rochas do embasamento cristalino (Neoproterozóico) como metassedimentos e granitos. As rochas cristalinas sofreram deformação durante a amalgamação do paleocontinente Gondwana Sul, durante o final do Neoproterozóico ao Cambriano Inferior.  Os batólitos (corpos) graníticos importantes são o Maciço de Sorocaba (de coloração cinzenta, quimismo Cálcio-alcalino, Tipo I) e Maciço São  Francisco (de coloração rósea, Subalcalino a Alcalino, Tipo A, com notáveis fácies rapakivi), respectivamente com idades aproximadas de 600 e 550 milhões de anos. Rochas pré-cambrianas metassedimentares marinhas, de baixo grau metamórfico como filitos, metacalcários (explorados para cimento), metarenitos, metaconglomerados, entre outras são incluídas no Grupo São Roque, cujas idades de sedimentação podem ser superiores a 1 bilhão de anos. A direção estrutural dominante nas rochas metassedimentares do grupo São Roque é ENE-WSW com os maciços graníticos concordantes. O Granito Sorocaba configura um corpo alongado e aflora na região dos altos do Campolim, estendendo-se para sul ocupando grande parte da área urbana do município de Votorantim e bairro Campolim, em Sorocaba, e para leste, na Rodovia Raposo Tavares (lavras de brita), passando por Brigadeiro Tobias, cruzando a Rodovia Castelo Branco e formando paredões rochosos na altura do Road Shopping e, terminando no vale do rio Tietê, próximo a Cabreúva. Já o Granito São Francisco constitui a imponente serra homônima onde estão as maiores altitudes da região e estende-se desde Salto de Pirapora até Alumínio. A Represa de Itupararanga foi construída no canyon do Rio Sorocaba, sobre o granito São Francisco.[carece de fontes?]
Na região, a Serra de Araçoiaba ou Morro Ipanema compreende uma intrusão ultrabásico-alcalina (Mesozóico, Cretáceo Inferior), remanescente de um antigo vulcão que constitui uma estrutura denominada "Horst Dômico", há 123 milhões de anos, que emerge atravessando as rochas sedimentares da Bacia Sedimentar do Paraná.  Neste lugar, teve início a primeira exploração e produção do ferro (metalurgia) no Brasil, iniciada em 1586 com a descoberta do mineral magnetita por Afonso Sardinha e ampliada em 1810 com a criação da Real Fábrica de Ferro de São João do Ipanema (Real Fundição Ypanema). O minério era retirado da magnetita que ocorre associada ao corpo ultrabásico de natureza miasquítica, provavelmente associando um carbonatito que, ao ser erodido, deixou como produto os nódulos do referido mineral, sendo estes posteriormente carregados pelo Ribeirão do Ferro, para onde foram encontrados em 1586.[carece de fontes?]

### Áreas verdes

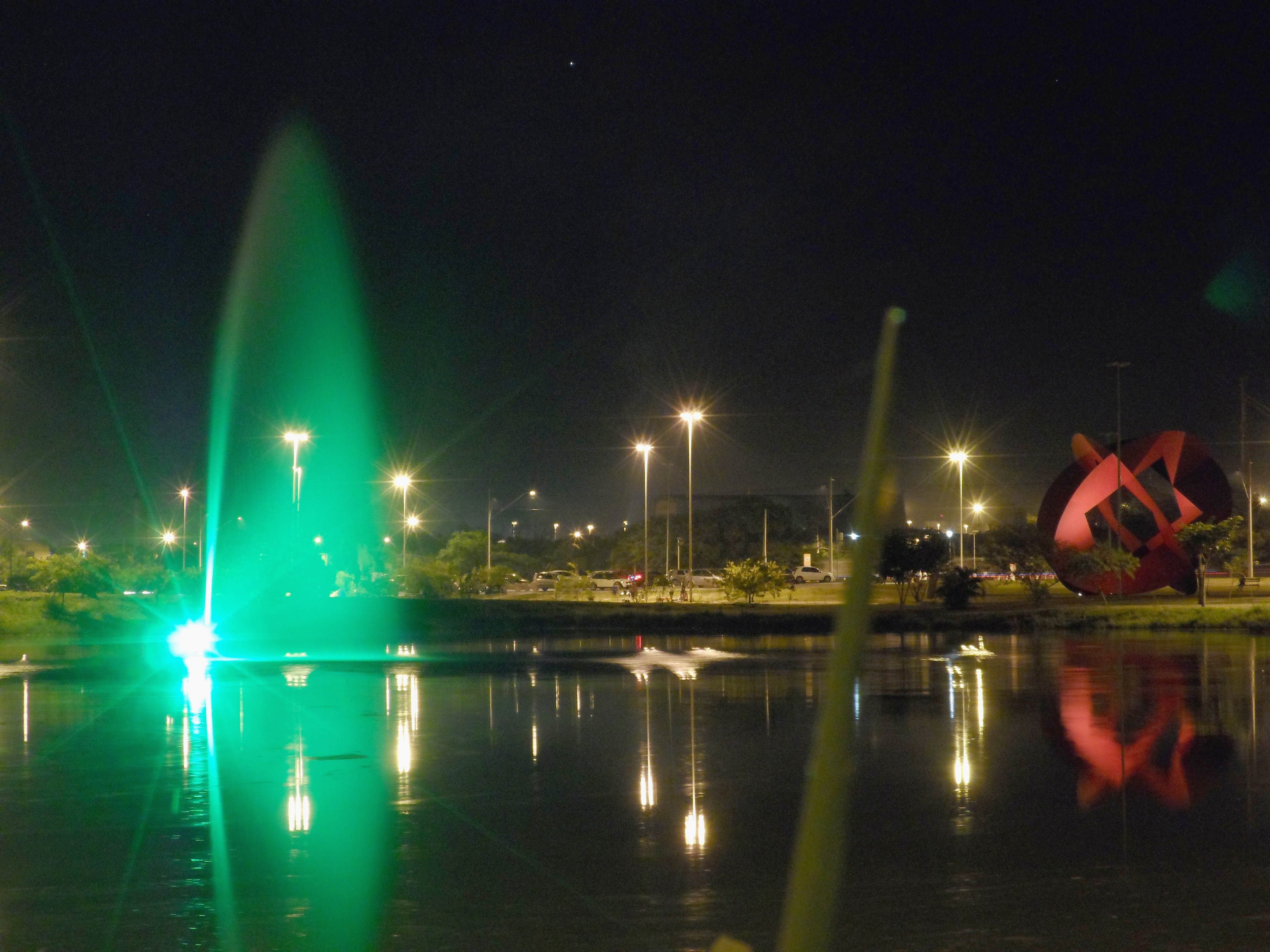
Parque das Águas.

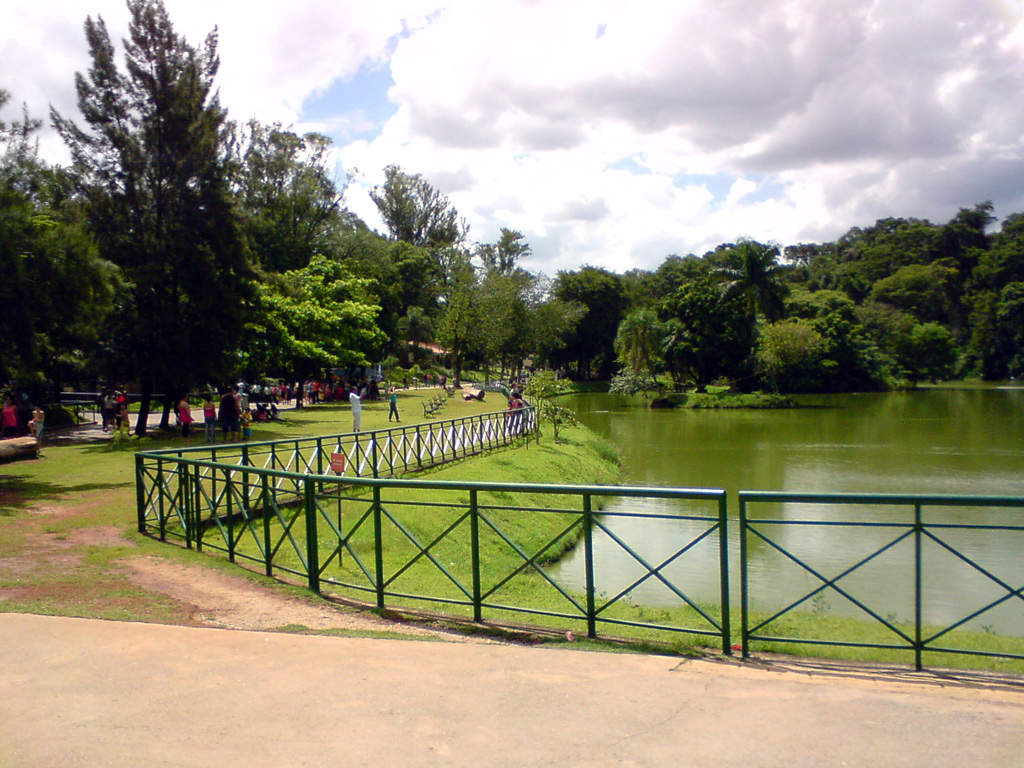
Lago dos macacos no zoológico

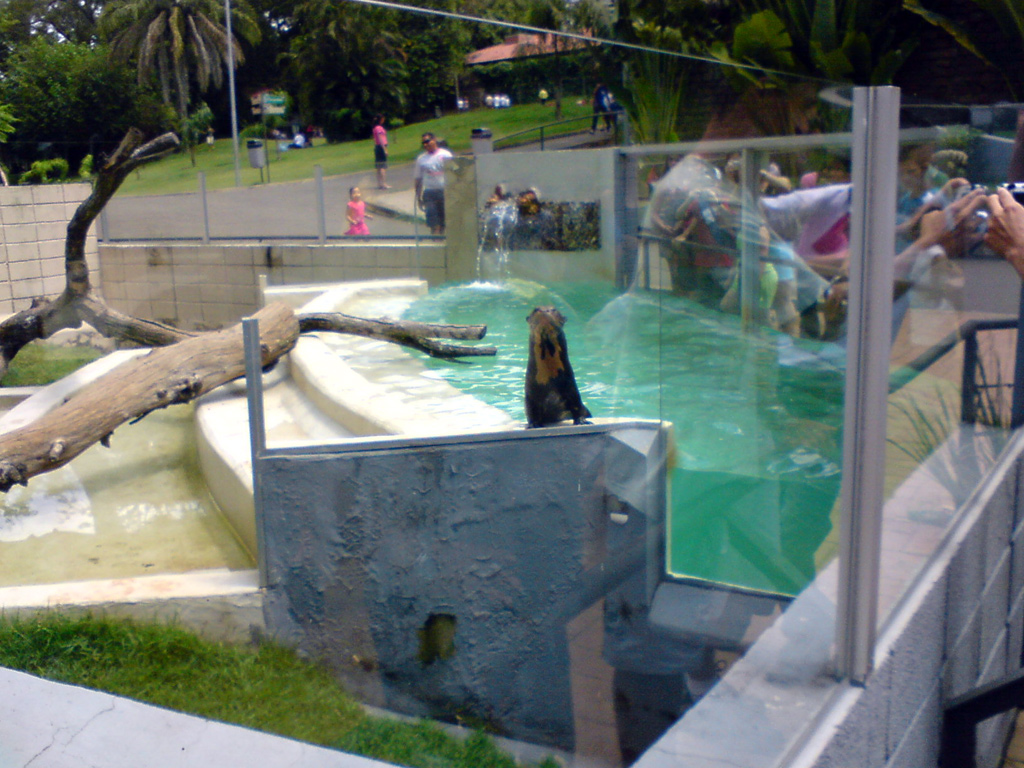
Recinto com ariranha no zoológico

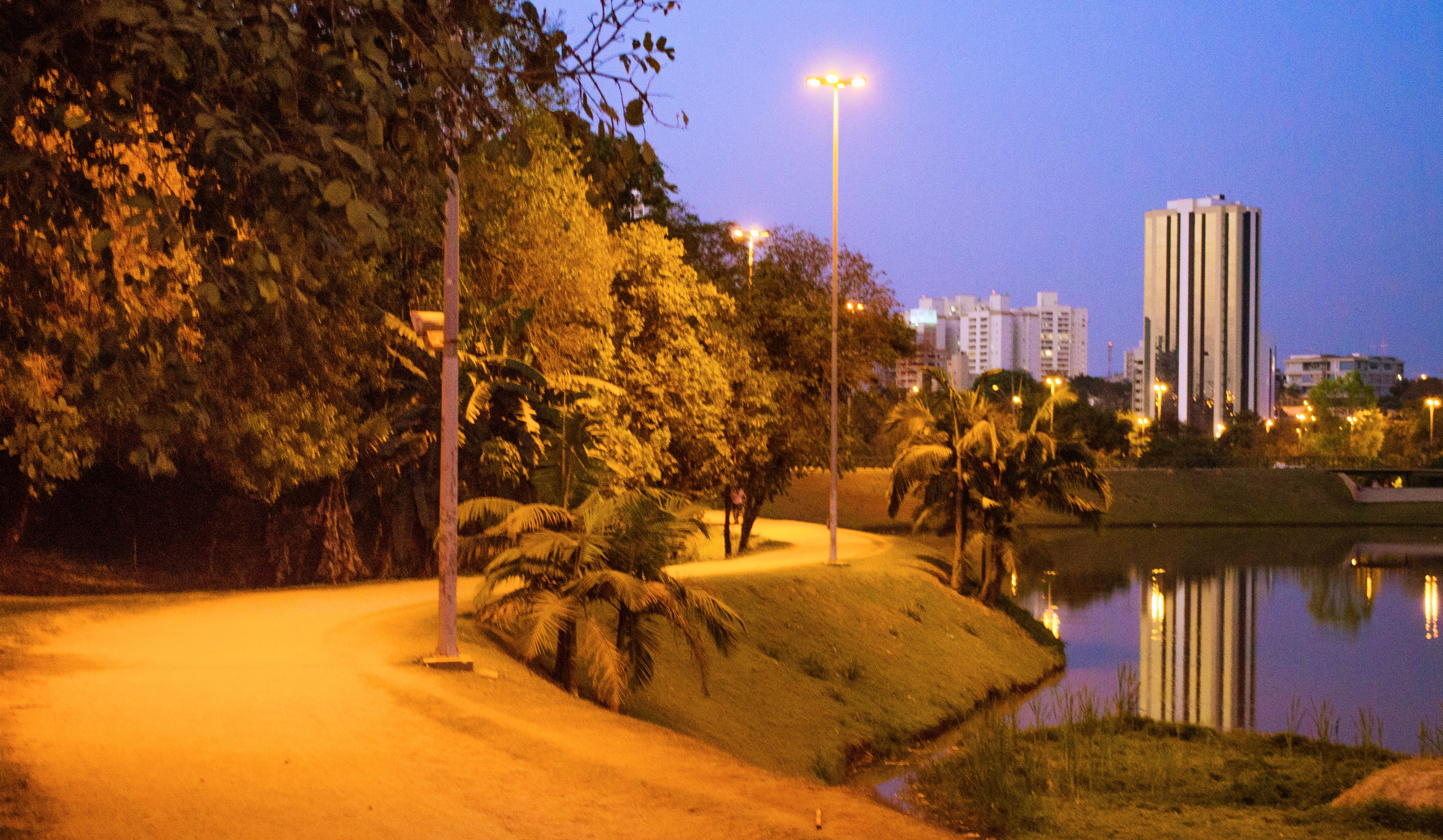
Parque Campolim

Sorocaba conta com 21 parques municipais. Ver anexo Lista de parques de Sorocaba
O Parque João Câncio Pereira (Água Vermelha) possui um alqueire de terra com três lagos, palmeiras e árvores frutíferas, sendo um ótimo espaço de lazer. O Parque Ouro Fino é uma área de fundo de vale com uma riqueza natural e sua mata ciliar. Possui playground, campo de futebol e mesas para piqueniques. O Parque da Biquinha tem uma topografia privilegiada por fazer parte de uma bacia hidrográfica com um lago e várias quedas de água, foi criado em 1976. Várias mudas de plantas de várias regiões brasileiras foram plantadas para o enriquecimento da paisagem e servindo como atrativo para diversas espécies de animais. Possui área apropriada para lazer, quiosques com churrasqueiras, local para piqueniques, playground e um delicado orquidário.[carece de fontes?]
O Parque Natural dos Esportes Chico Mendes é bastante apropriado para a prática de esportes e caminhada, o parque é uma área verde com uma cobertura vegetal predominante de eucaliptos e mata ciliar preservada, com 145 mil metros quadrados. Podem ser observados vários animais, como araras, pavões, patos e gansos. Foi criado em 22 de dezembro de 1977 e é apropriado para a realização de atividades educativas e eventos como a Expo-verde, feira de plantas e flores que conta com exposição de pesquisas realizados pelas universidades da região.[carece de fontes?]
O Parque Zoológico Municipal de Sorocaba, considerado um dos zoológicos mais completos da América Latina destaca-se por suas características que se apóiam na educação, lazer, pesquisa e conservação. Ocupa área de 150 mil metros quadrados, dos quais 17 mil são ocupados por um lago e outros 36 mil por vegetação natural da mata Atlântica. Está localizado no bairro Vila Hortênsia, na zona leste da cidade. O Jardim Botânico de Sorocaba.[carece de fontes?]
O Parque do Paço Municipal a área onde se encontra o Conjunto Arquitetônico do Alto da Boa Vista (Palácio dos Tropeiros, Teatro Municipal Teotônio Vilela, Biblioteca Municipal "Jorge Guilherme Senger" e Câmara Municipal de Sorocaba). Possui área verde, equipamentos de exercício físicos, Pista de Caminhada “Odilon Araújo” e playground.[carece de fontes?]
O Parque Carlos Alberto de Sousa está situado na Av. Antônio Carlos Comitre, Parque Campolim (espelho d'água, três pistas de caminhada, com 1.500 m, 1.900 m e 2.600 m, ilha de alongamento, equipamentos de exercícios). O Parque Maestro Nilson Lombardi situa-se na avenida Américo Figueiredo, no Jardim Ipiranga. Conta com anfiteatro para 1 200 pessoas, ciclovia, pista de skate, duas quadras poliesportivas, pista de caminhada, entre outras atividades de lazer.[carece de fontes?]
O Parque Kasato Maru é um jardim japonês situado no cruzamento das avenidas Antônio Carlos Comitre e Washington Luís. Inaugurado em 2008, em homenagem ao centenário da imigração japonesa no Brasil, os projetos arquitetônico e paisagístico do parque trazem elementos presentes na cultura e religião do Japão. Com cerca de 8 mil m² e um espelho d'água natural, a entrada do parque possui um Torii. Na outra extremidade há um globo terrestre metálico, com 4,5 metros de diâmetro, representando a rota percorrida pelo navio Kasato Maru. Sobre o espelho d'água foi implantada uma ponte Taiko Bashi, com formato de arco, estrutura metálica e piso de madeira, um deque de madeira e rochas em suas margens. O espaço ainda oferece pista de caminhada, em concreto estampado, gramado, mudas de árvores e plantas típicas do oriente, como azálea, túia e buchinho, e uma cascata de pedras.[carece de fontes?]
O Parque Miguel Gregório de Oliveira é um dos maiores da cidade e está localizado entre os bairros Júlio de Mesquita Filho (Sorocaba 1) e Wanel Ville. Possui pista de caminhada e é aberto ao público 24 horas. O Parque dos Espanhóis é uma homenagem à colônia espanhola em Sorocaba. O local onde funcionou o Centro Social Urbano - CSU está numa área de mais de 40.000 m² e custou aos cofres públicos quase 1 milhão de reais em reformas, novos espaços, equipamentos, paisagismo e adaptações.[carece de fontes?]
Santuário de São Lucas - "Aranha do Vergueiro"

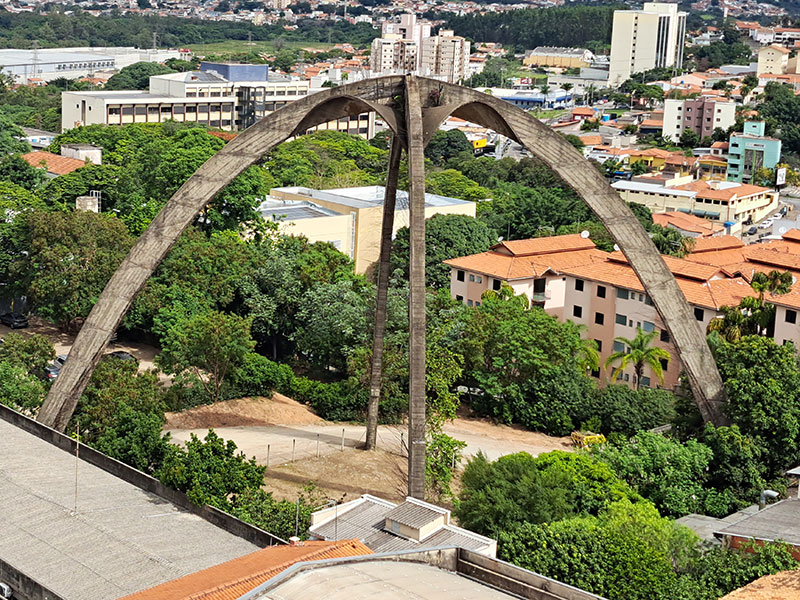
Aranha do Vergueiro

O projeto original pretendia que fosse erguido o Santuário de São Lucas, o padroeiro dos Médicos do Brasil, a construção teve início em 1960, com expectativa de cinco anos para ser inaugurada, fato que não aconteceu. A estrutura foi arquitetada sob a bênção do cardeal arcebispo de São Paulo, Dom Armando Lombardi. A data não foi escolhida por acaso, pois marcava o dia de São Lucas (18 de Outubro), santo padroeiro dos médicos, além dos dez anos de fundação da Faculdade de Medicina de Sorocaba. O tempo passou, apenas a estrutura de concreto foi erguida e o local acabou apelidado pelo sorocabano como a "aranha do Vergueiro".
Atualmente, a área onde está é ocupada por um estacionamento particular e pelos fundos da igreja São Lucas, construída décadas depois com um projeto menos expressivo e próximo a um prédio comercial e ao lado do Hospital Regional.
A estrutura conhecida como "Aranha do Vergueiro" tornou-se um símbolo geográfico e arquitetônico de referência na cidade de Sorocaba.

## Demografia
Segundo estimativa do Instituto Brasileiro de Geografia e Estatística, em 2024 a população do município era de 757 459 habitantes, sendo o 6° mais populoso do estado e apresentando uma densidade populacional de 1.681 pessoas por quilômetro quadrado, sendo uma capital regional. A população de Sorocaba, aferida no Censo IBGE de 2022, em relação à população aferida no Censo IBGE de 2010 teve um crescimento de 23,4 por cento. 
Ainda de acordo com o Censo IBGE de 2022, a população sorocabana era dividida em 349 632 homens (48,3%) e 374 050 mulheres (51,7%).  Segundo dados do Tribunal Superior Eleitoral (TSE), em 2024, o município possuía 527 787 eleitores aptos a votar, sendo um dos municípios que podem ocorrer segundo turno nas eleições.  Havia em 2010, ampla predominância urbana da população em Sorocaba, com menos de 1% da população (5,970 moradores) vivendo na zona rural, contra 580,655 na zona urbana.

### Região metropolitana
Foi apresentado no dia 8 de outubro de 2005 na Assembleia Legislativa de São Paulo o o Projeto de Lei Complementar nº 33/2005 com o propósito de criação da Região Metropolitana de Sorocaba (RMS) e o Conselho de Desenvolvimento da Região Metropolitana de Sorocaba. Até então, o referido projeto tramitava em regime de urgência quando o governo paulista assinou no dia 23 de dezembro de 2013 a mensagem de um projeto de lei com o mesmo propósito. O Projeto de Lei Complementar 01/2004 foi aprovado com unanimidade no dia 8 de abril de 2014 e foi sancionado pelo Governador em 9 de maio de 2014.
A RMS conta com 9.382,631 quilômetros quadrados. Com relação à população, de acordo com dados do Censo do Instituto Brasileiro de Geografia e Estatísticas (IBGE) de 2010, a Região Metropolitana de Sorocaba soma aproximadamente aproximadamente 2,06 milhões de habitantes. A região inclui 26 municípios que juntos têm Produto Interno Bruto (PIB) de R$ 48,3 bilhões, 3,5% do PIB estadual.[carece de fontes?]

### Religião

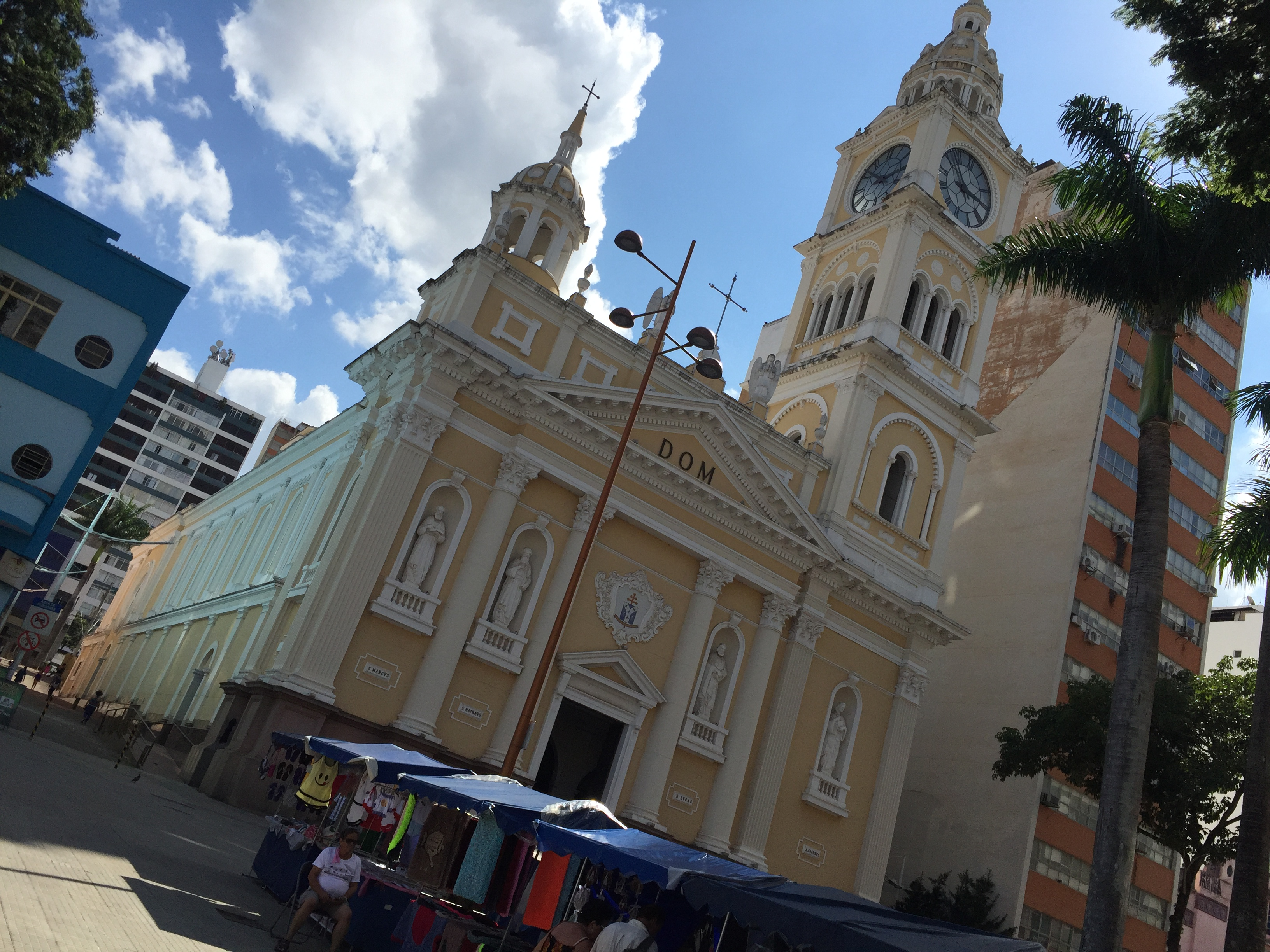
Catedral Metropolitana de Sorocaba, matriz da comunidade católica local.

Em 2010, os maiores grupos religiosos do municípios eram: católicos (56,45%), protestantes (27,77%), sem religião (7,42%), espíritas (3,38%), ateus (0,28%), budistas (0,25%), umbandistas (0,14%) e judeus (0,02%). Segundo o censo brasileiro de 2022, a composição religiosa da cidade era de 47,88% católicos, 32,56% evangélicos ou protestantes, 3,23% espíritas, 1% umbandista ou candomblecista, 0,03% religião tradicional, 5,42% outra religião, 9,69% irreligiosos, 0,01% não informados e 0,17% não declarados.
A cidade é sede da Arquidiocese de Sorocaba, criada em 4 de julho de 1924. É responsável pelas paróquias dos municípios de Sorocaba, Araçoiaba da Serra, Boituva, Cerquilho, Iperó, Jumirim, Piedade, Porto Feliz, Salto de Pirapora, Tapiraí, Tietê e Votorantim. Tem Nossa Senhora da Ponte como padroeira. É a Arquidiocese Metropolitana da Região Sul 1. Desde 2016, Dom Júlio Endi Akamine é o Arcebispo Metropolitano de Sorocaba. A Catedral Metropolitana de Sorocaba tem história de mais de dois séculos. Situa-se na Praça Cel. Fernando Prestes, no centro da cidade. É também sede da Arquidiocese de Sorocaba.[carece de fontes?]
A Igreja Presbiteriana de Sorocaba é a mais antiga igreja protestante da cidade, é a sexta igreja presbiteriana do Brasil e a quarta igreja presbiteriana de São Paulo. Foi organizada por missionários norte-americanos no final do Império em 1 de setembro de 1869.

### Composição étnica e imigração
O município de Sorocaba é etnicamente diverso. De acordo com o Censo Demográfico 2010 do IBGE, a população da cidade era composta por brancos (74,45%), pardos (20,26%), pretos (4,06%), amarelos (1,12%) e indígenas (0,10%).
Os espanhóis começaram a chegar em massa a Sorocaba por volta de 1885. A primeira presença documentada é de António Rodriguez, que chegou nesse ano, empregando-se na fazenda do Coronel José Prestes de Barros; terras que mais tarde iriam dar origem ao bairro do Além Ponte. Com o passar do tempo a colônia se tornou bastante expressiva superando a de portugueses. Entre as famílias aristocratas espanholas que chegaram à cidade, estão a família Ramires (Ramirez), de Andaluzia; Corbalán de Aragão e Martinez, de Almeria. Os bairros sorocabanos de Vila Hortência e Barcelona foram formados pela comunidade espanhola. Sua influência também é notória no esporte local, através do Clube Atlético Barcelona; na economia, com diversas empresas e comércios da cidade sendo fundados e mantidos por famílias de origem espanhola e na política, com a presença de muitos políticos de origem espanhola. Na Eleição municipal de Sorocaba em 2016, o prefeito eleito, Caldini Crespo e sete dos vinte vereadores eleitos eram de origem hispânica.
Outra colônia bastante expressiva da região de Sorocaba, com cerca de 25 mil membros, é a de portugueses, principalmente em São Roque. Foi também significativa a chegada a Sorocaba de imigrantes italianos a partir de 1885, para trabalhar principalmente nas lavouras de café, na indústria têxtil, que se instalara na cidade por volta de 1880 e no setor de serviços.

## Governo e política

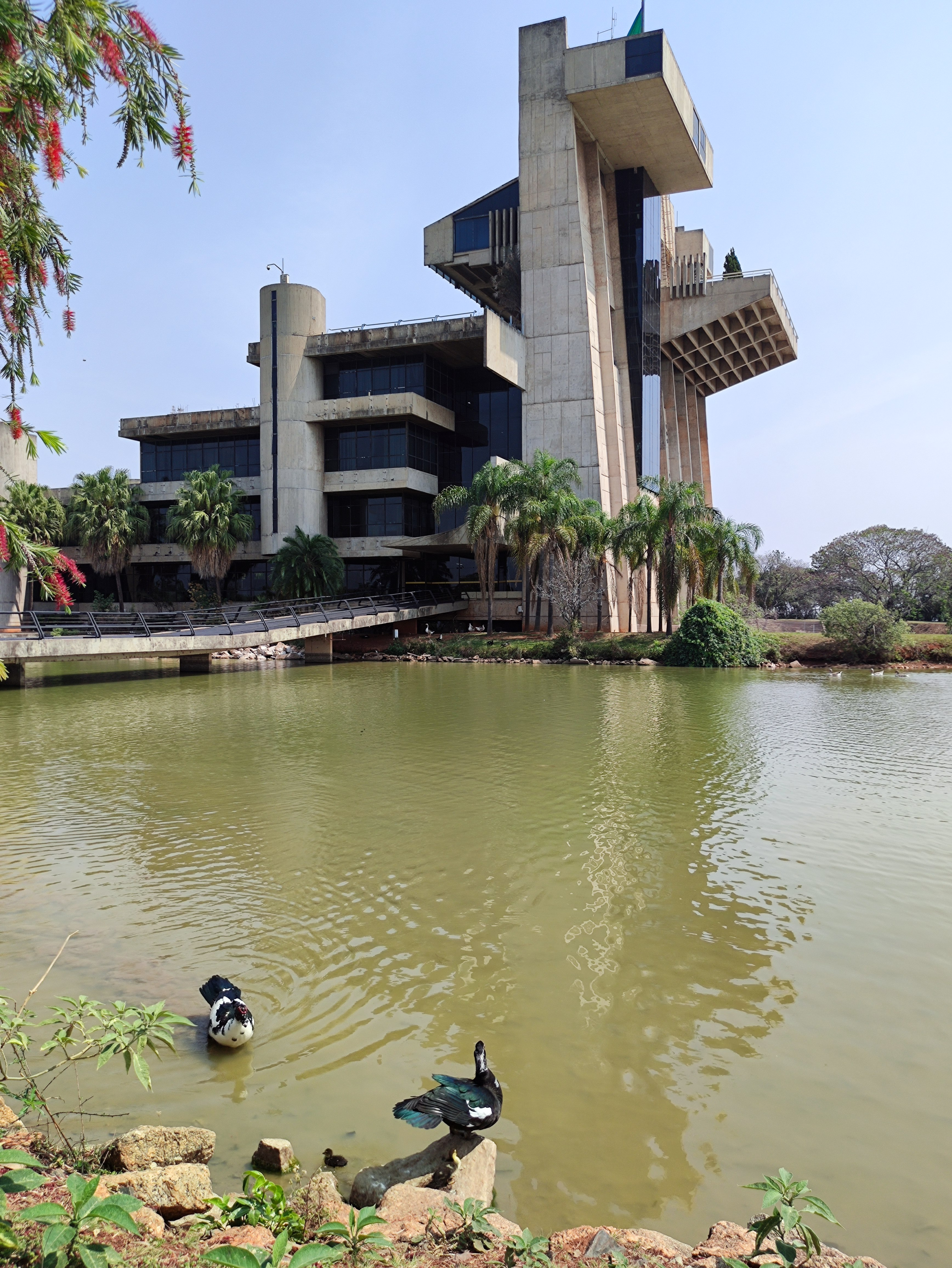
O Paço Municipal oferece um lago com animais e praças com brinquedos para as crianças, além das ciclovias e bicicletas gratuitas para a população.

De acordo com a Constituição de 1988, Sorocaba está localizada em uma república federativa presidencialista. Foi inspirada no modelo estadunidense, no entanto, o sistema legal brasileiro segue a tradição romano-germânica do Direito positivo. A administração municipal se dá pelo poder executivo e pelo poder legislativo.
Antes de 1930 os municípios eram dirigidos pelos presidentes das câmaras municipais, também chamados de agentes executivos ou intendentes. Somente após a Revolução de 1930 é que foram separados os poderes municipais em executivo e legislativo. O primeiro intendente que Sorocaba teve foi o Capitão José Vaz Guimarães, que ficou no cargo entre 1895 e 1896. O prefeito do município é Rodrigo Maganhato (Republicanos), que tomou posse em 2020.
O poder legislativo é constituído pela Câmara Municipal (em observância ao disposto no artigo 29 da Constituição). Ela está composta por 20 vereadores eleitos para mandatos de quatro anos.

### Cidades-irmãs
- Sha’ar Hanegev, Israel[60] (acordo estabelecido em 1984)
- Anyang, Coreia do Sul (acordo estabelecido em 1997)
- Wuxi, República Popular da China (acordo estabelecido em 2008)
- Nanchang, República Popular da China (acordo estabelecido em 2008)

## Economia

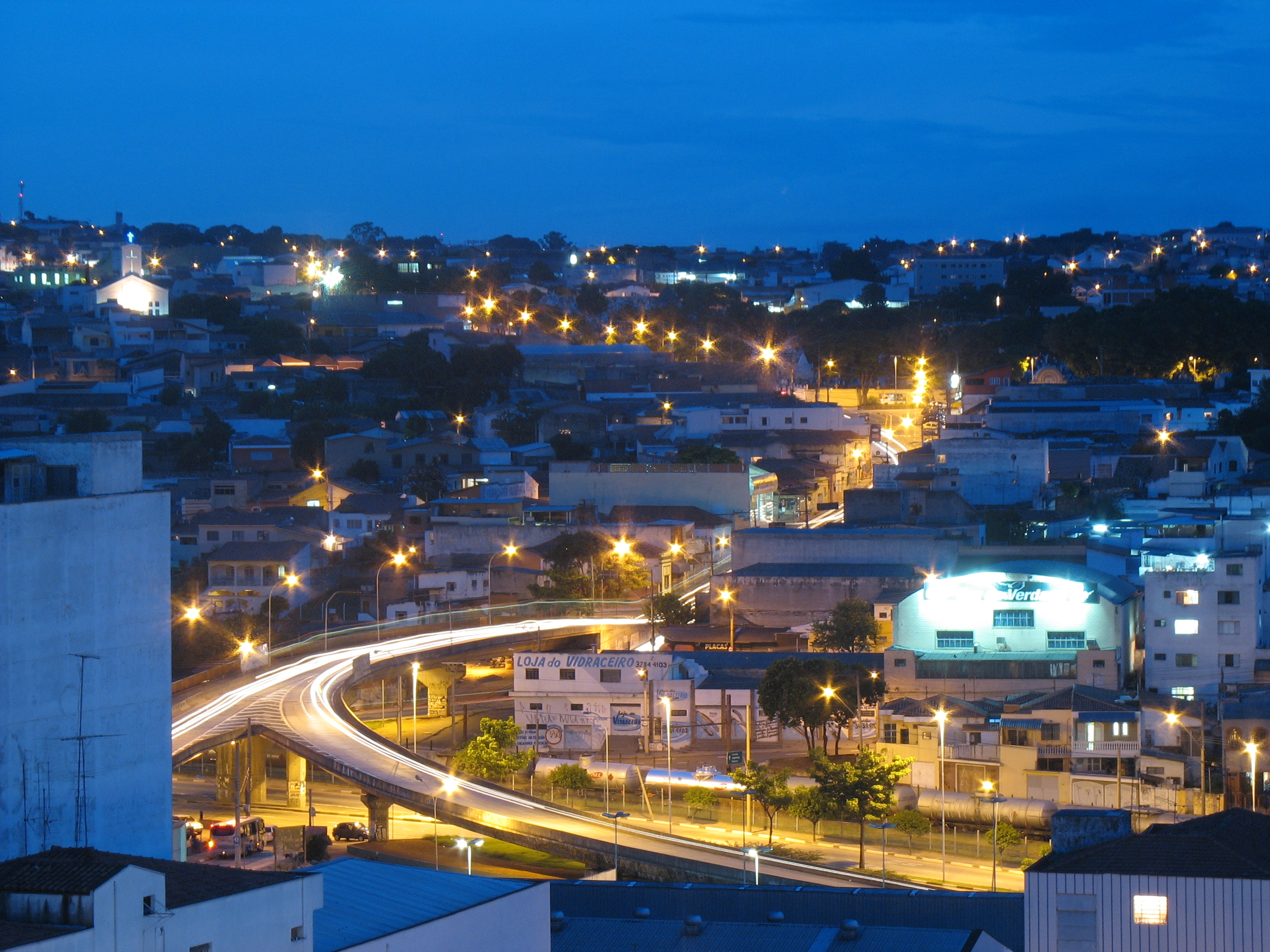
Panorama da Vila Carvalho em Sorocaba

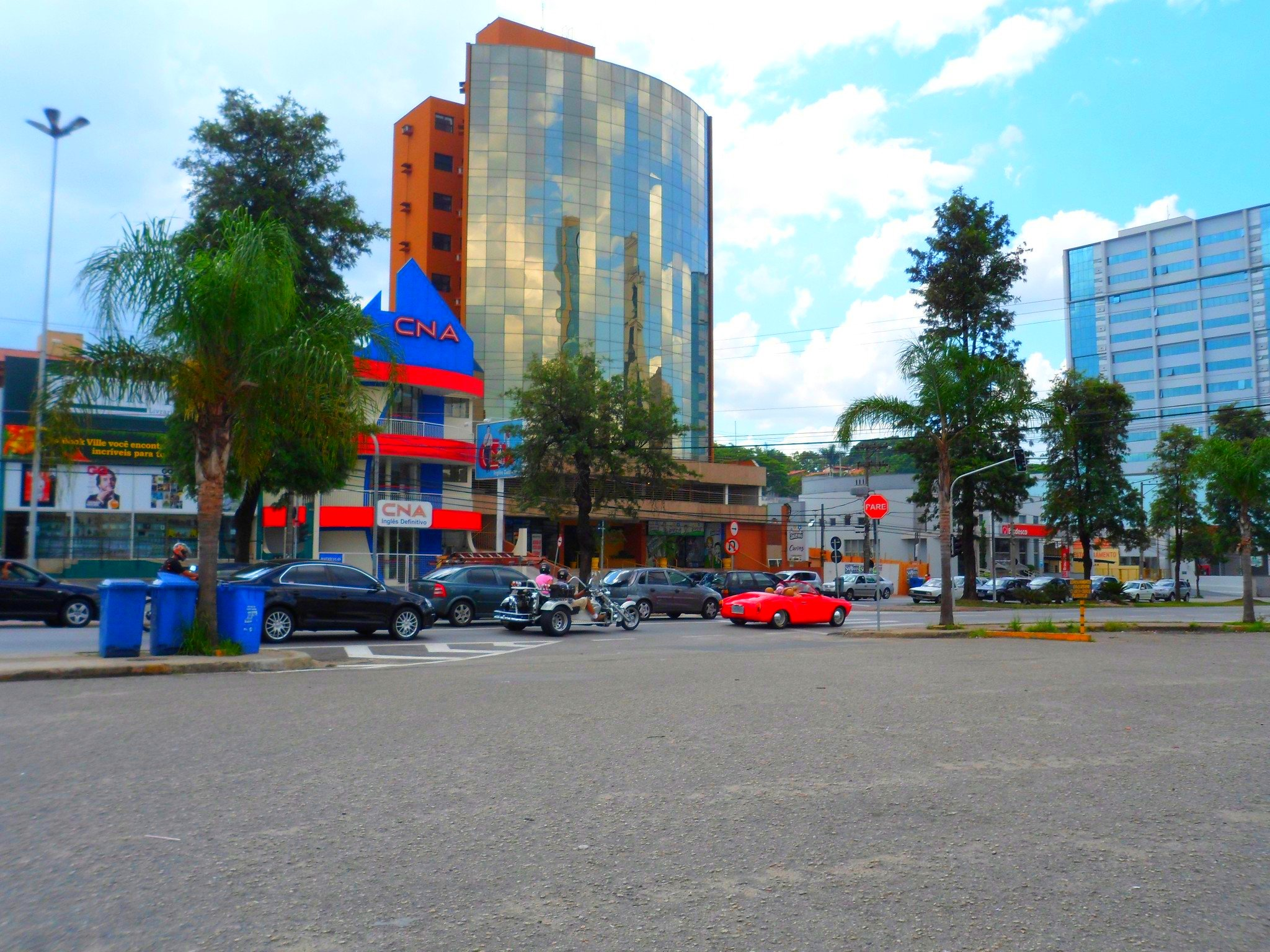
Edifícios comerciais no Parque Campolim.

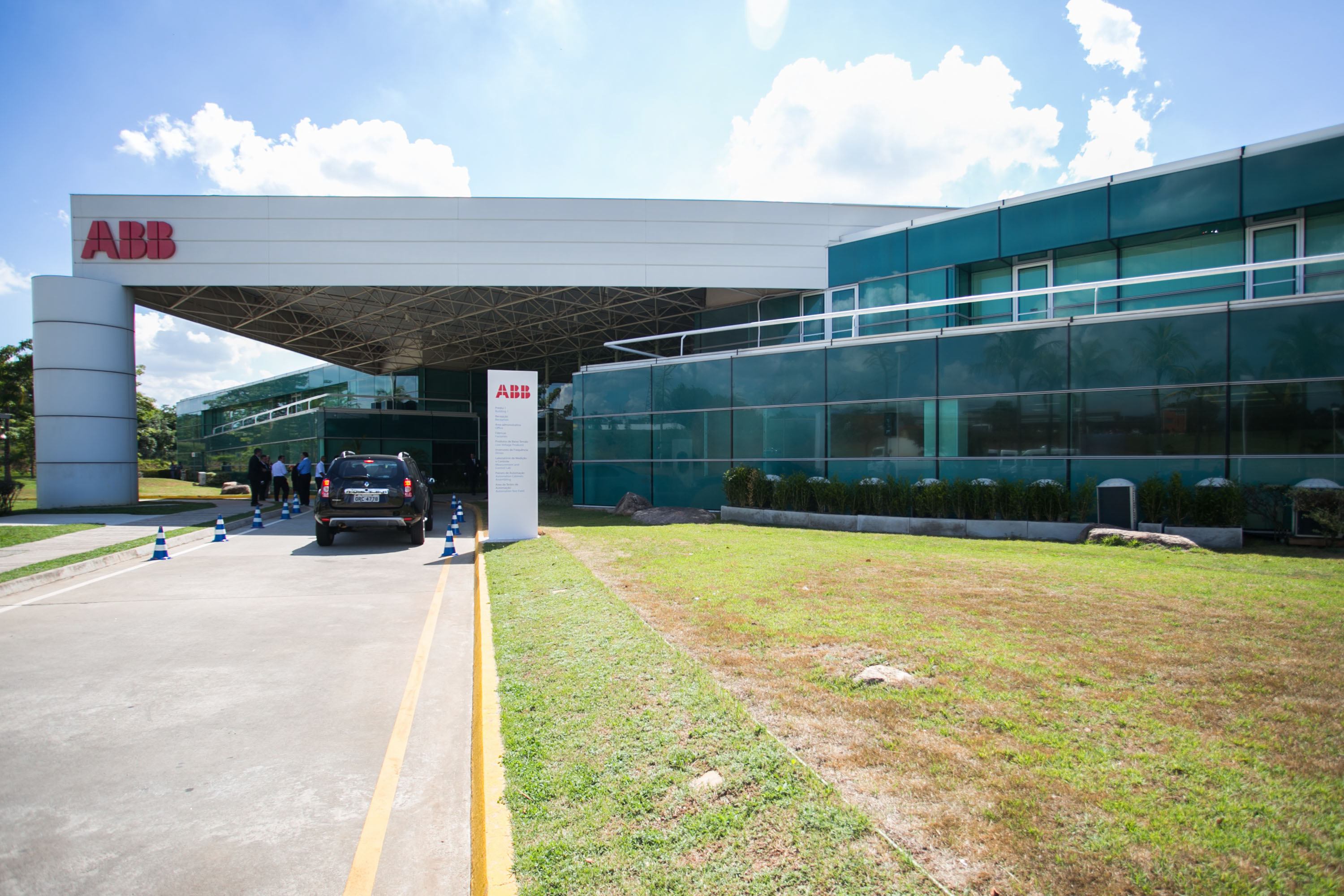
Fábrica da empresa ABB

A cidade é um importante polo industrial do estado de São Paulo e do Brasil e sua produção industrial chega a mais de 120 países, atingindo um PIB acima dos R$ 32 bilhões, o décimo nono maior do país, a frente de capitais como São Luís, Belém, Vitória, Natal e Florianópolis. As principais bases de sua economia são os setores de indústria, comércio e serviços, com mais 22 mil empresas instaladas, sendo mais de duas mil delas indústrias. As áreas produtivas de Sorocaba e Campinas foram as principais responsáveis pela descentralização industrial da região metropolitana de São Paulo entre os anos de 2000 a 2010. A constatação é de um estudo realizado pela Fundação Sistema Estadual de Análise de Dados (Seade), que mostra ainda que o eixo que interliga as duas cidades é responsável por 33,5% do Produto Interno Bruto (PIB) industrial do Estado de São Paulo e 11,2% do nacional. A Região Metropolitana de Sorocaba, com R$ 77,8 bilhões, tem o 8º maior PIB do Brasil, ultrapassando países como República Dominicana, Uruguai e Líbano.
Em 2012, a cidade teve o quinto maior mercado consumidor do interior do país e o segundo do estado, apenas atrás de Campinas, com média de consumo per capita de R$ 19,5 mil por ano. Neste mesmo ano o PIB da cidade cresceu 4,8%, maior que a média nacional, de 2,5%. Em 2015 considerada a 12ª melhor cidade do país para se investir e em 2016 a oitava do país para se empreender. Em 2017 foi eleita a décima melhor cidade do Brasil para viver.

### Parque Tecnológico
O Parque Tecnológico de Sorocaba (PTS) é um ambiente criado para atrair e acomodar empresas intensivas em tecnologia, instituições de ensino e pesquisa, assim como empresas de consultoria ou organizações, públicas e/ou privadas, que possam oferecer serviços de apoio técnico e de mercado. Desta forma, o PTS facilitará, às partes interessadas, o acesso ao conhecimento bem como ao mercado, pela aproximação com possíveis desenvolvimentos e inovação tecnológica assim como oportunidades comerciais, em nível nacional e internacional. Com  1 milhão de m² ao todo, o Parque Tecnológico de Sorocaba se diferencia dos demais, por não abrigar o setor produtivo das empresas, mais sim seus laboratórios de Pesquisa e desenvolvimento (P&D). Diferente da maioria dos empreendimentos do gênero, ele reúne em um mesmo ambiente 10 universidades distintas, além de escritórios de entidades certificadoras e registro de marcas e patentes. Foi investido aproximadamente R$ 70 milhões nessa primeira fase, incluindo recursos da Prefeitura e do Governo do Estado.
Em Dezembro de 2013 o Parque Tecnológico de Sorocaba ganhou a primeira unidade do Poupatempo da Inovação. O espaço está à disposição de empresas e empreendedores interessados em agilizar o seu processo de inovação. No local são prestados serviços de orientação para elaboração de projetos, propriedade intelectual, desenvolvimento de produtos, apoio jurídico, captação de recursos e empreendedorismo. Iniciativa inédita no país pretende alavancar o setor de Ciência, Tecnologia e Inovação (CT&I), influenciando na geração de empregos e no aumento do Produto Interno Bruto (PIB) de Sorocaba.

## Infraestrutura

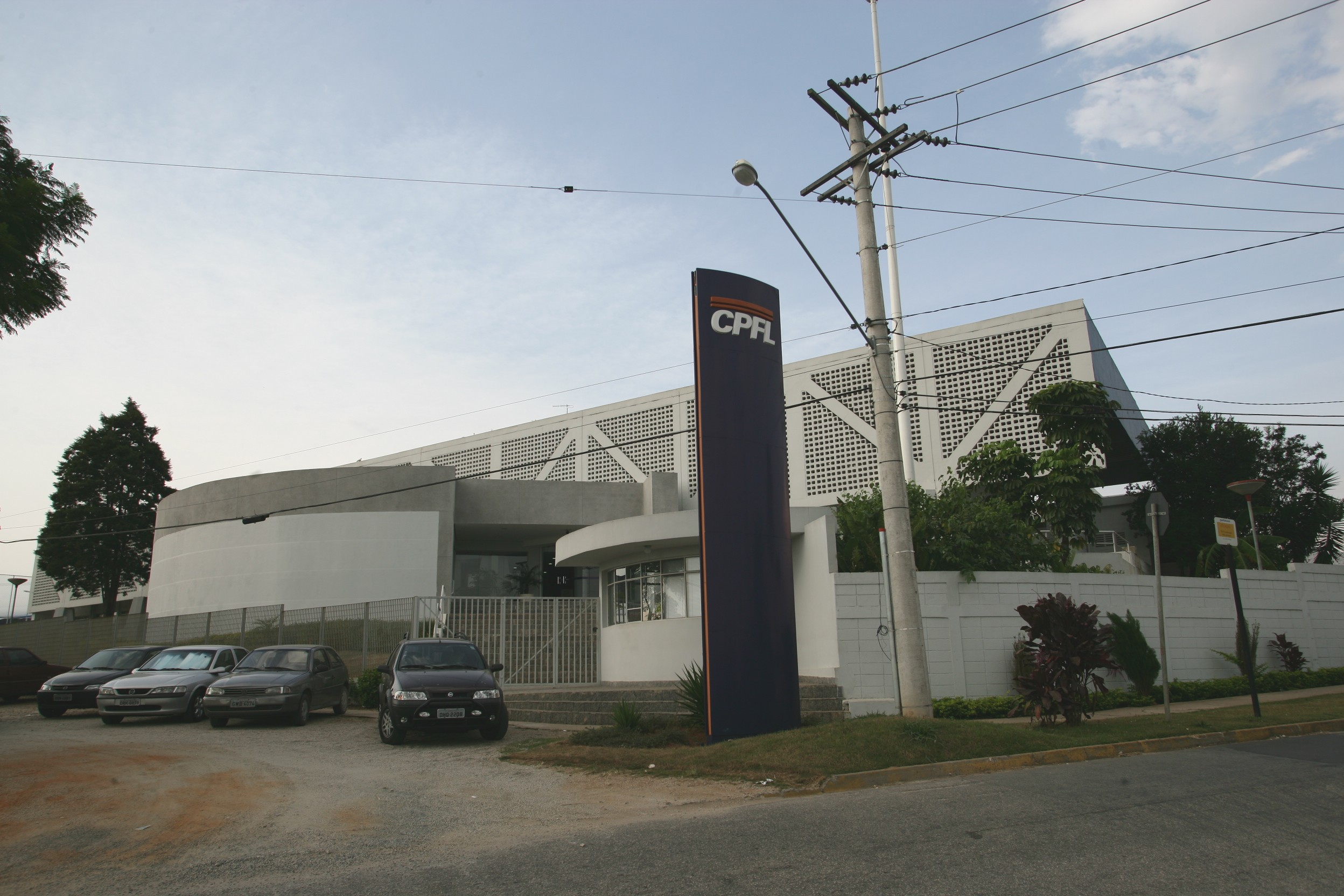
Sede regional da CPFL em Sorocaba

Com um projeto de expansão iniciado pelo governo municipal em 1997, a cidade vem passando por diversos projetos de urbanização, tornando-se, hoje, uma das mais desenvolvidas do país. Sorocaba recebeu urbanização de ruas e avenidas, se preparando para o tráfego intenso que recebe diariamente, principalmente de veículos de outras cidades. Considerado o centro financeiro de Sorocaba, o Parque Campolim é um dos bairros mais caros do país, com o valor do metro quadrado superior a oito mil reais, superando cidades como Londrina, Ribeirão Preto e Campinas. Estima-se que cerca de 250 mil carros circulem diariamente pela Avenida Antônio Carlos Cômitre, principal via do bairro. A Região Metropolitana de Sorocaba possui o condomínio mais caro do Brasil e concentra os principais condomínios de luxo do país. O Aeroporto de Sorocaba, com instalações da Embraer e Gulfstream, é considerado o aeroporto executivo mais movimentado da América do Sul, recebendo mais de 200 voos por dia. O município conta com cento e seis quilômetros de ciclovias criadas nas avenidas principais da cidade, sendo possível atravessá-la somente utilizando-se bicicletas como meio de transporte. Complementando este projeto, Sorocaba conta desde 2012 com um sistema de bicicletas públicas, denominado Integrabike, semelhante ao das cidades europeias de Barcelona, Lisboa e Paris. Possui a segunda maior malha cicloviária do Brasil, atrás apenas do Rio de Janeiro.

### Comunicações

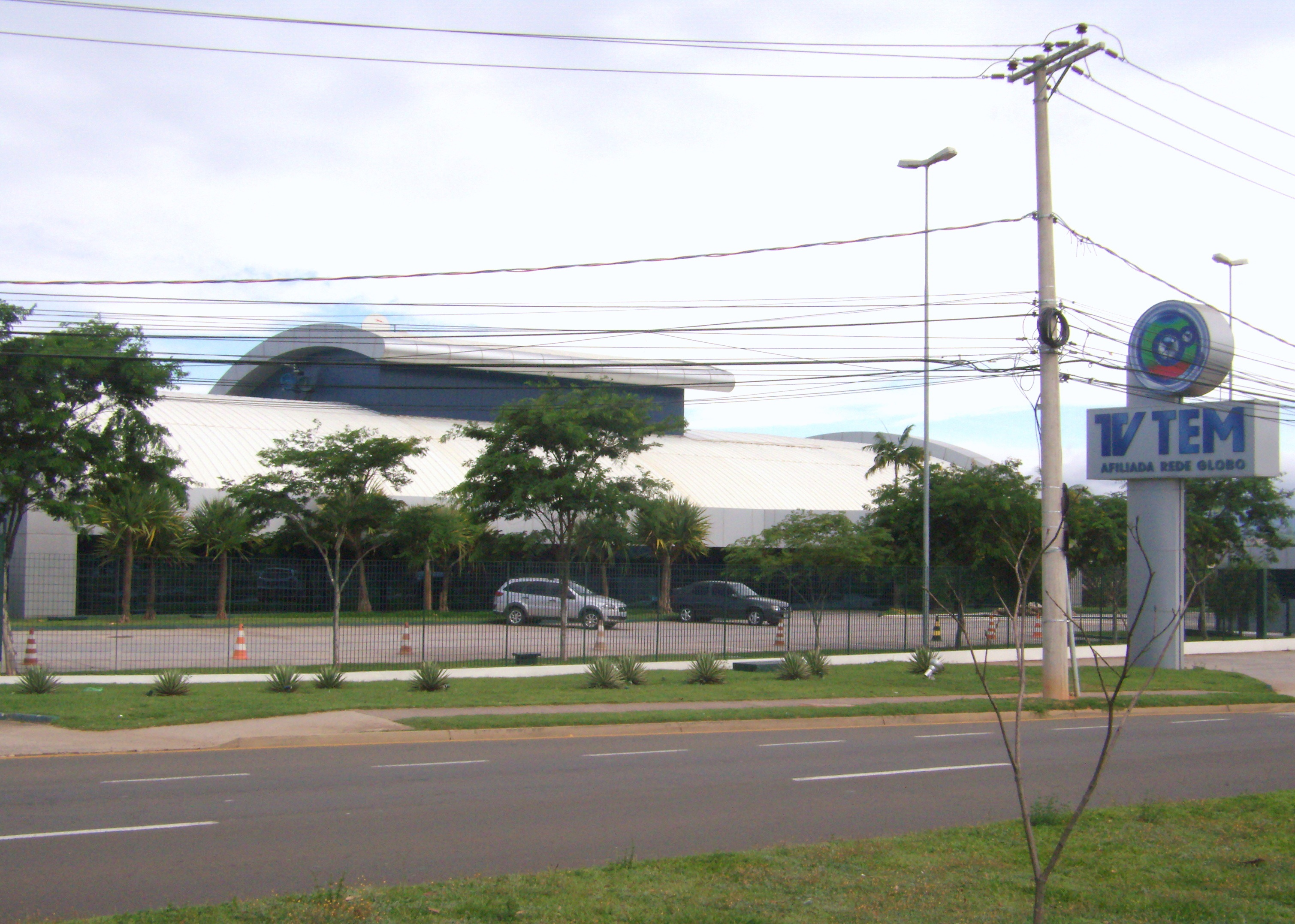
Sede da TV TEM Sorocaba

O sistema de telefones automáticos foi inaugurado na cidade em 1962 pela Cia. Rede Telefônica Sorocabana (CRTS), que também implantou o sistema de discagem direta à distância (DDD) em 1973 com o código de área (0152). A CRTS foi encampada em 1976 pela Telecomunicações de São Paulo (TELESP), que posteriormente construiu a nova central telefônica. Na década de 90 o código DDD da cidade foi alterado para (015), para padronização do sistema telefônico com a telefonia celular que estava sendo implantada em todo o estado.

### Educação
|                                             |  |                                                   |
| Fachada da Faculdade de Direito de Sorocaba |  | Escolas Técnica Estadual Rubens de Faria e Sousa. |

Sorocaba possui seis universidades, sendo duas públicas: UNESP Sorocaba e Universidade Federal de São Carlos (UFSCar), duas comunitárias:  Universidade de Sorocaba (UNISO) e Faculdade de Ciências Médicas e da Saúde da Pontifícia Universidade Católica de São Paulo (PUC-SP) e duas privadas: Universidade Paulista(UNIP) e Universidade Anhanguera.[carece de fontes?]
Possui também oito faculdades, entre elas, a Faculdade de Direito de Sorocaba (FADI), Faculdade de Engenharia de Sorocaba (FACENS), Faculdade Ipanema, Faculdade de Tecnologia do estado de São Paulo - Sorocaba (FATEC-SO), Faculdade de Educação Física da Associação Cristã de Moços de Sorocaba (FEFISO), Escola Superior de Administração, Marketing e Comunicação (ESAMC) e União das Instituições Educacionais de São Paulo (UNIESP), entre outras.[carece de fontes?]
São quatrocentas escolas públicas, municipais e privadas, de ensino fundamental a médio, muitas com cursos profissionalizantes. Também estão presentes na cidade grandes instituições como o Instituto Federal de Educação, Ciência e Tecnologia de São Paulo (IFSP), o SENAI, o Senac, a Escola Técnica Estadual Rubens de Faria e Sousa, a Escola Técnica Estadual Fernando Prestes, a Escola Técnica de Sorocaba e o Colégio Politécnico de Sorocaba (instituição filantrópica), abriga também o colégio modelo de Sorocaba, a escola Dr. Júlio Prestes de Albuquerque, conhecida também como "Estadão".

### Saúde

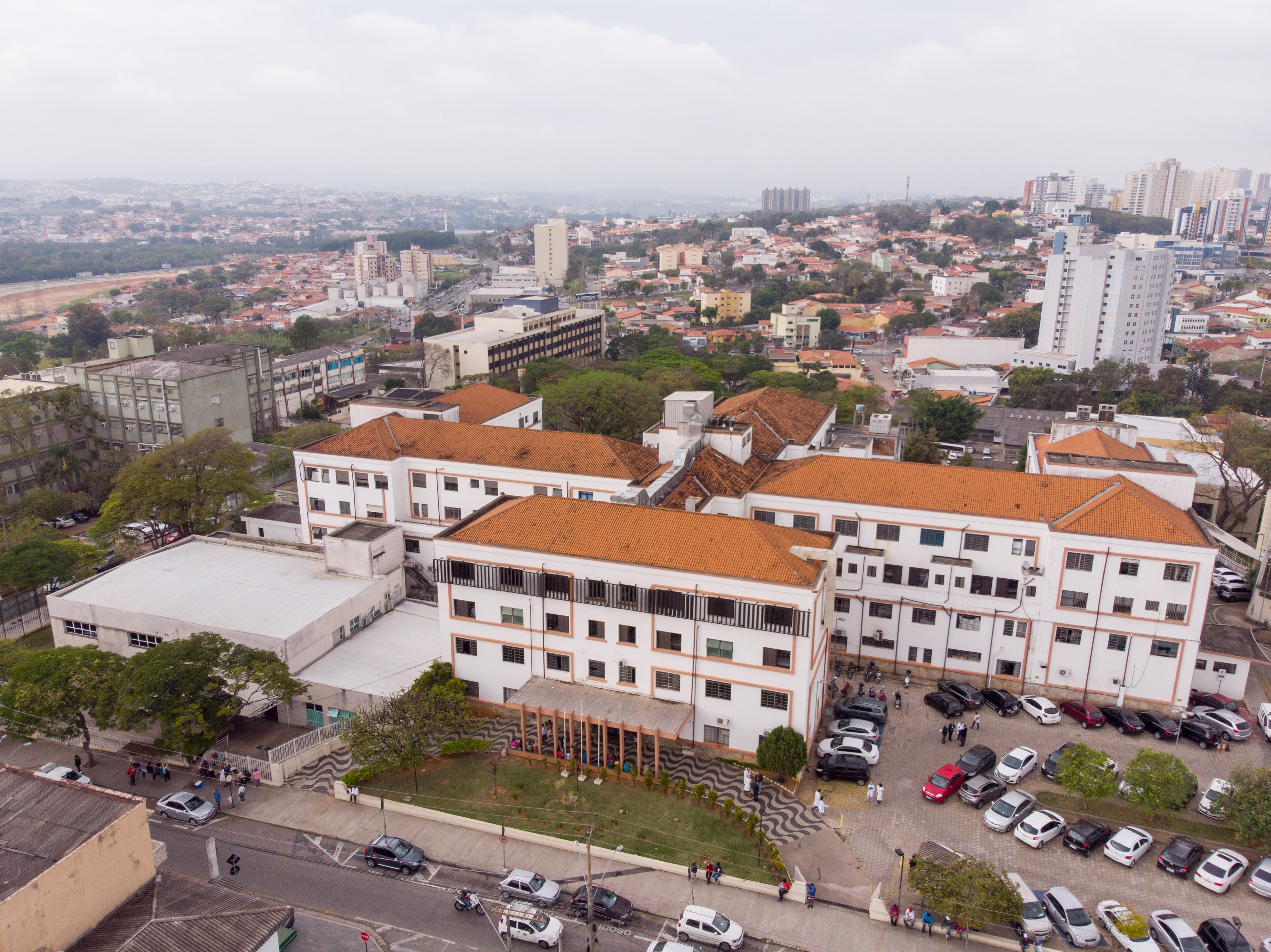
Conjunto Hospitalar de Sorocaba

A cidade é servida por uma boa infraestrutura na área da saúde com muitos hospitais como o Hospital Santa Lucinda, Santa Casa de Misericórdia (fundada há mais de duzentos anos), Hospital Evangélico, Hospital Samaritano, Hospital da Unimed, Hospital Regional de Sorocaba II “Dr. Adib Domingos Jatene” e Conjunto Hospitalar de Sorocaba (formado pelo Hospital Regional de Sorocaba, Hospital Leonor Mendes de Barros e um Ambulatório Regional de Especialidades). Destaca-se o Hospital Oftalmológico de Sorocaba, onde foram realizadas 5 715 doações e 2 053 transplantes de córnea em 2018, sendo o hospital que mais realiza transplante e captação de córneas no Brasil. Para comparação, no Estado de São Paulo, o segundo hospital que mais realizou transplantes de córnea foi o Hospital São Paulo, da Escola Paulista de Medicina, com 342 procedimentos em 2018. Foi homenageado no I Prêmio Destaque em Doação de Órgãos da Secretaria de Saúde de SP e já conseguiu eliminar a fila de espera para o transplante na região de Sorocaba e em toda a cidade de São Paulo.
O Departamento Regional de Saúde de Sorocaba (DRS 16) é composto pelas regiões de saúde de Sorocaba, Itapeva e Botucatu, totalizando 48 municípios no interior paulista. O Conjunto Hospitalar de Sorocaba (CHS) é responsável pelo atendimento de toda essa região, incluindo neurocirurgia, trauma e oncologia. Com 450 leitos e 1,5 mil funcionários, no CHS são atendidos cerca de 16 mil pacientes por mês.
Para os residentes em Sorocaba, a Santa Casa é o serviço municipal de referência para o público adulto. Contudo, em casos de alta complexidade, o CHS também é referência para os residentes do município, principalmente nos casos de politrauma e avaliação neurocirúrgica. Os leitos do pronto-socorro atendem às áreas de ortopedia e emergência. A Santa Casa também possui leitos gerais de clínica cirúrgica, clínica médica, saúde mental e maternidade, com leitos complementares de UTI adulto e neonatal.
O Hospital Santa Lucinda atingiu o 100º transplante de rim em 2004. Em 2007, foram inauguradas 12 salas com equipamentos de alta tecnologia, resultado de um investimento de cerca de R$ 2,5 milhões por parte da Fundação São Paulo.

### Transportes

#### Rodoviário

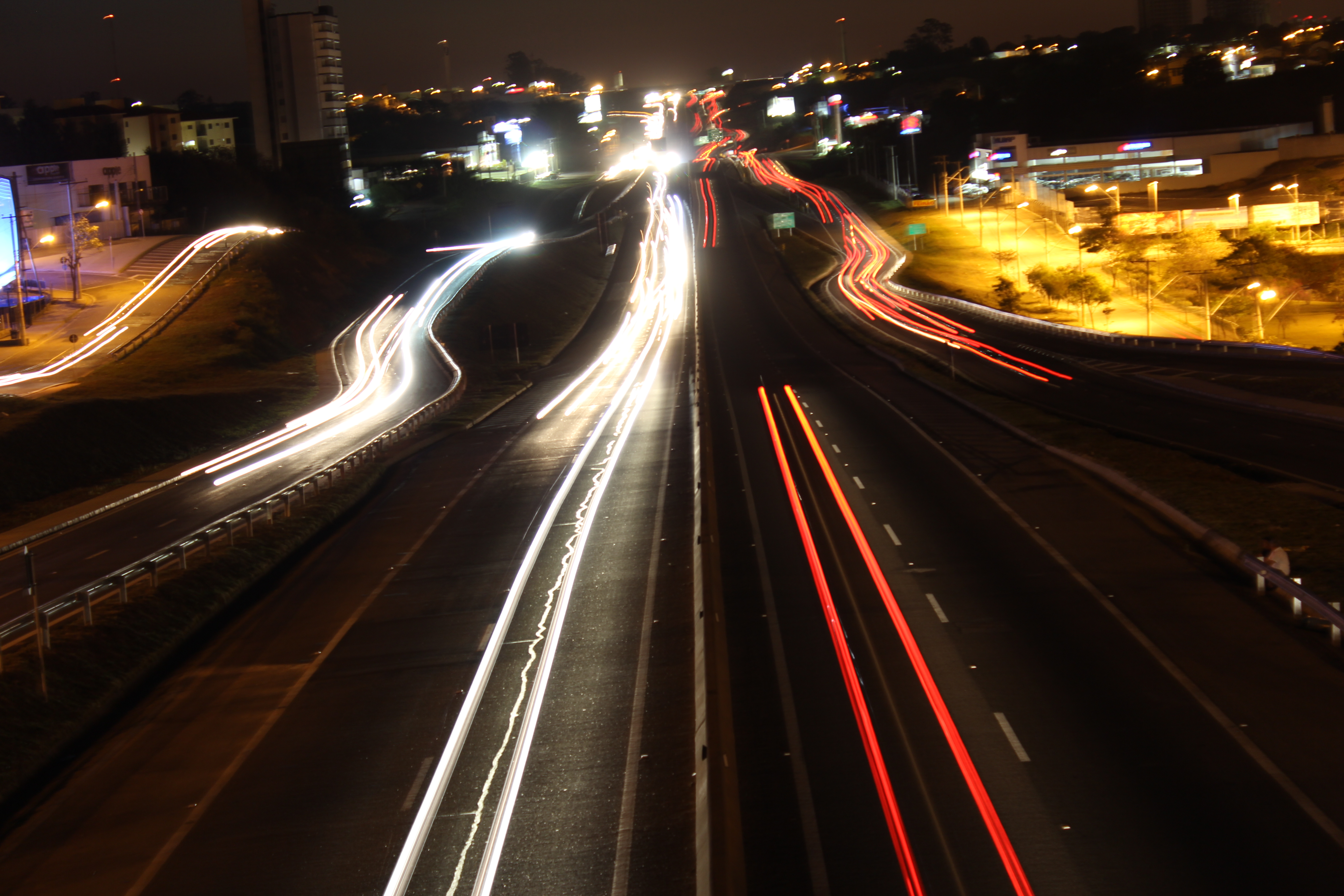
Trecho da Rodovia Raposo Tavares

A frota circulante na cidade já cresce mais que o dobro em relação à capital paulista, são dois veículos para cada habitante. Sendo portanto a 10ª maior cidade do país com relação a veículo/habitantes, até abril de 2013, a frota no município já somava 403.700 veículos, contra 271.835 registrados em 2008, o que corresponde a um aumento de 48,5% no período.
O motorista enfrenta congestionamentos em todos os horários do dia, apesar do tráfego de caminhões estar restrito na área urbana. A empresa municipal de trânsito de Sorocaba (Urbes), implantou faixas exclusivas para ônibus nas ruas Comendador Oetterer e Hermelino Matarazzo, na região do Além-Linha, embora com previsão futura de expansão também para outros importantes corredores viários da cidade, como as avenidas General Carneiro e São Paulo para tornar mais ágil o fluxo dos ônibus do transporte público.

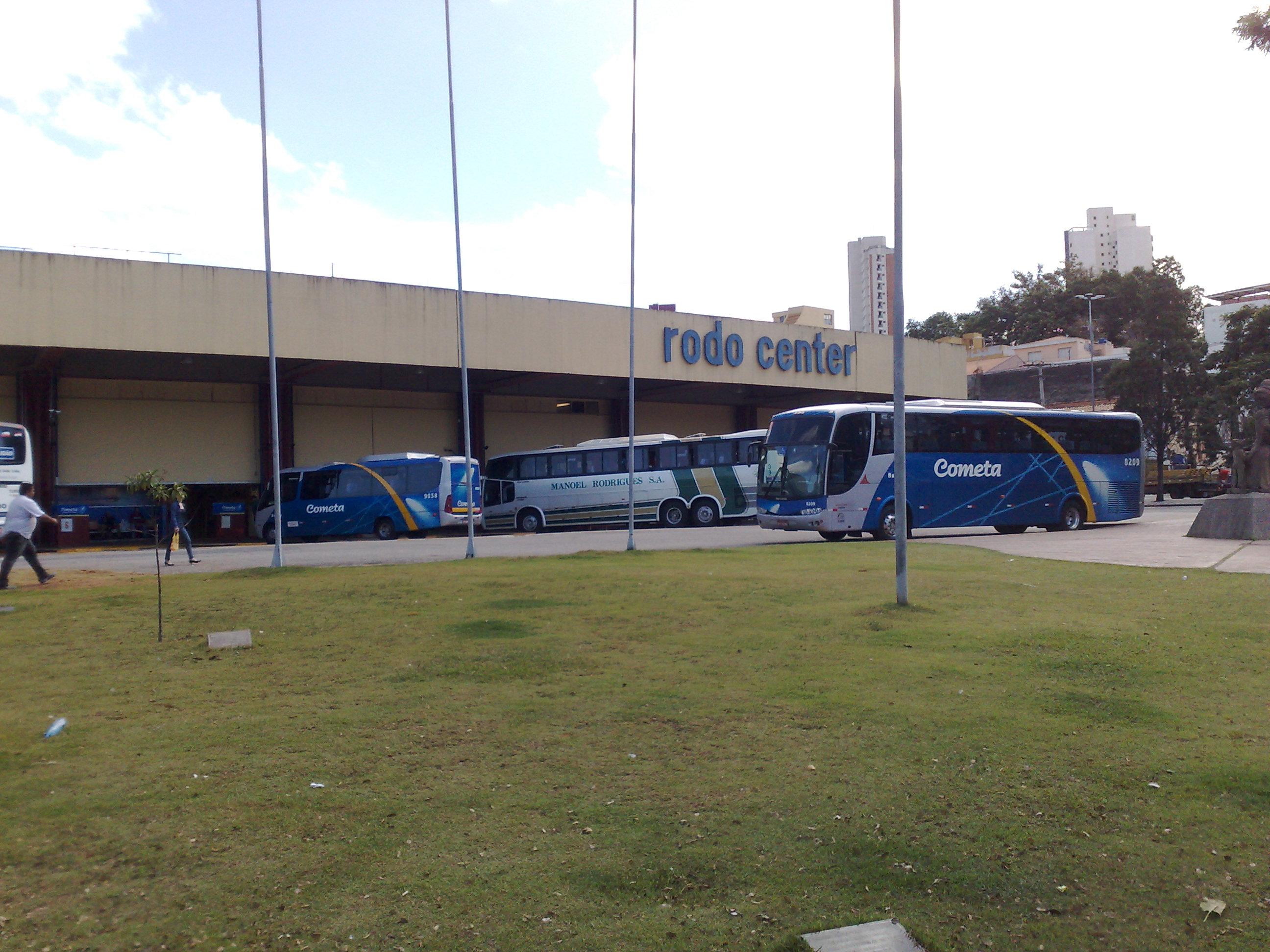
Rodocenter, o principal terminal rodoviário da cidade

Atualmente, o sistema de transporte coletivo de Sorocaba é constituído por 102 linhas de ônibus, sendo 85 radiais (ligando os bairros aos terminais centrais), quatro centrais, seis interbairros (que fazem a ligação entre os bairros periféricos sem passar pelos terminais centrais), três alimentadoras locais (duas no bairro de Brigadeiro Tobias e uma na Zona Norte) e quatro especiais que fazem o transporte dos funcionários do Paço Municipal. Algumas linhas radiais possuem até sete itinerários diferentes, elaborados para atender bairros distintos de uma mesma região.[carece de fontes?]
Sorocaba possui dois terminais urbanos de ônibus: São Paulo e Santo Antônio, ambos localizados no centro da cidade; neles, é possível fazer a baldeação de linhas sem precisar pagar nova tarifa. A cidade também possui cinco Áreas de Transferência (pontos terminais das linhas interbairros, integradas à rede de transporte) em bairros periféricos: Brigadeiro Tobias; Éden; Itavuvu; Ipanema - Zona Norte; Ipiranga e Nogueira Padilha.[carece de fontes?]

#### Cicloviário

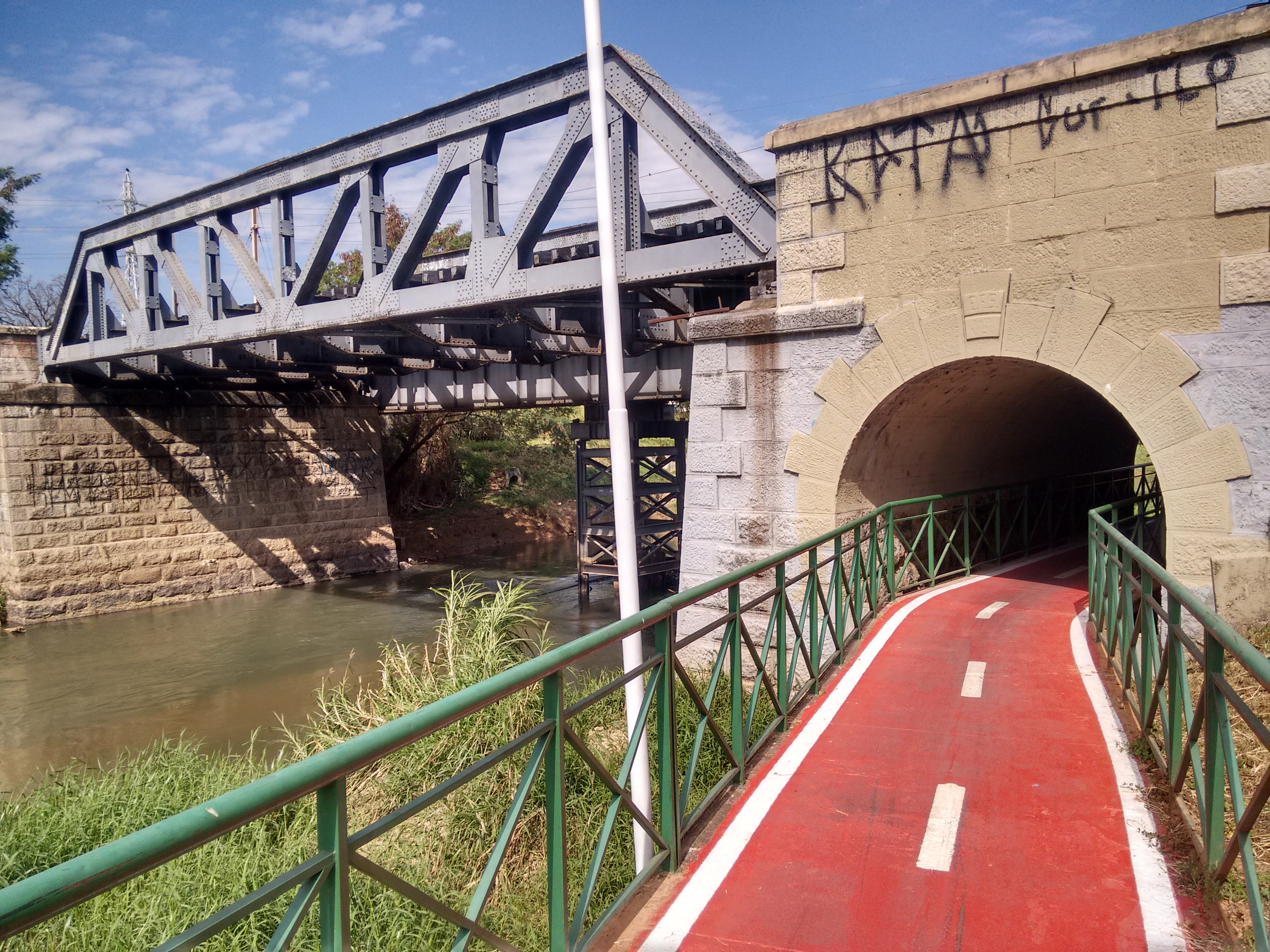
Ponte ferroviária e ciclovia

Sorocaba possui 116 quilômetros de ciclovia que cortam a cidade de Leste a Oeste e de Norte a Sul, com predominância na Zona Norte da cidade. Do total, 111 quilômetros são de ciclovias, 3 quilômetros são de ciclofaixas e 2 quilômetros de faixa compartilhada com ônibus (Ruas Hermelino Matarazzo e Comendador Oeterer). O município também possui 50 paraciclos (estacionamentos de bicicletas), sendo um deles no Terminal Santo Antonio (com capacidade para 60 bicicletas). São equipamentos projetados para locais estratégicos para facilitar a integração entre as ciclovias e os demais sistemas de transporte. O programa IntegraBike de empréstimo gratuito de bicicletas teve início em maio de 2012 e disponibiliza os veículos para pessoas com mais de 18 anos e que tenham pelo menos um dos cartões do transporte coletivo, possibilitando assim a integração de modais. O sistema conta com 19 estações espalhadas na região central da cidade e na zona norte, somando 152 bicicletas disponíveis à população. Para utilizar, basta cadastrar-se nos postos de atendimento das Casas do Cidadão e na Central de Atendimento do Terminal São Paulo, tendo em mãos um cartão válido do sistema de transporte coletivo e um documento com foto (RG, carteira profissional, carteira de trabalho, CNH). O tempo máximo de uso da bicicleta gratuita é de 1 hora em dias de semana e 2 horas aos finais de semana e feriados.

#### Ferroviário

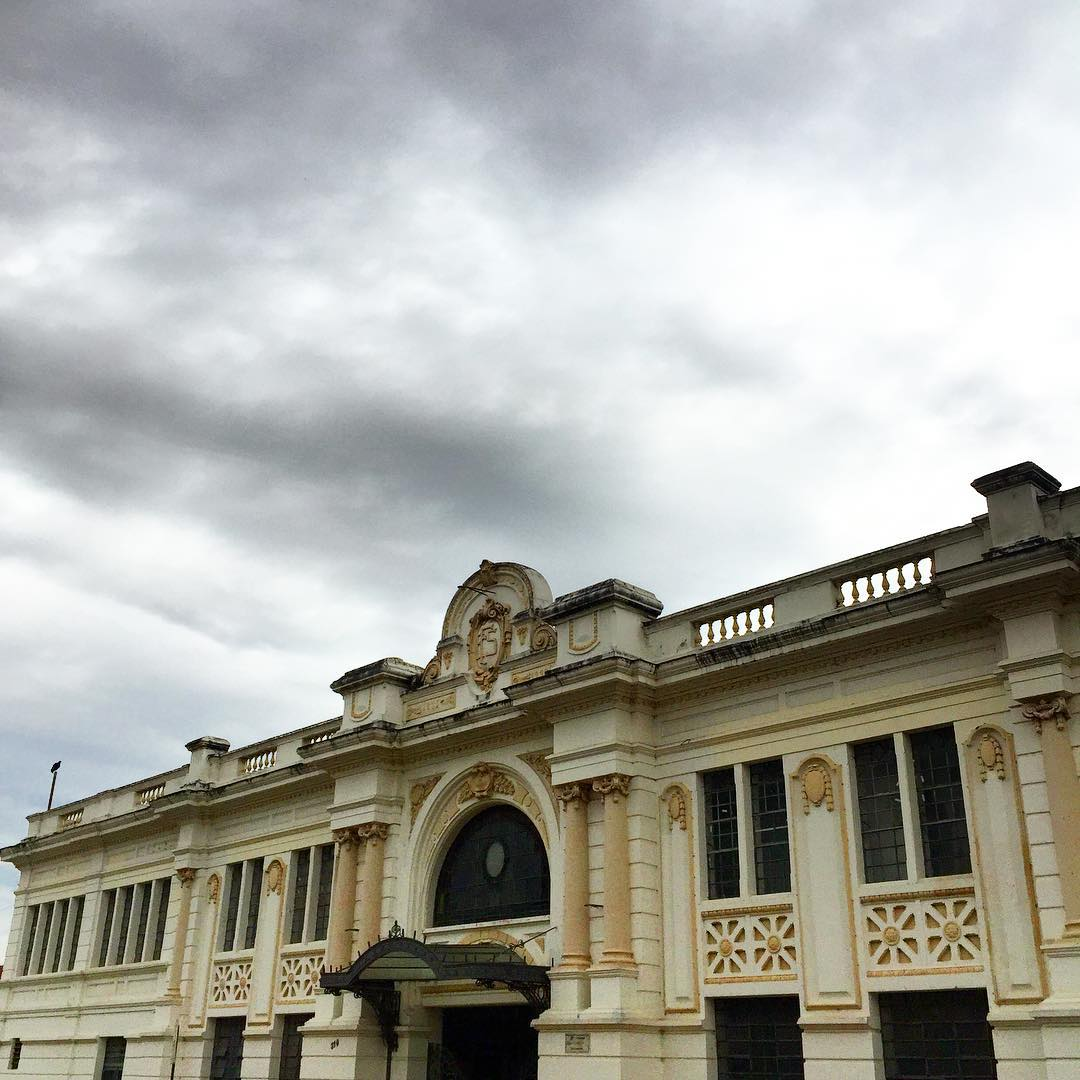
Estação Ferroviária de Sorocaba

A Estação Ferroviária de Sorocaba é uma importante edificação histórica, considerada um patrimônio da cidade e um de seus cartões-postais. Foi inaugurada em 1875 para ser o ponto terminal da Linha Tronco da Estrada de Ferro Sorocabana e para abrigar as suas oficinas. Mesmo após a expansão da ferrovia nos anos seguintes e a transferência das oficinas da Sorocabana para o município de Mairinque em 1913, a estação manteve sua função tradicional como terminal de passageiros durante três séculos, sendo uma das estações de maior movimentação entre cargas e passageiros, não somente do interior paulista, como também de todo o estado de São Paulo. Além da linha da Sorocabana, o seu pátio ferroviário mantinha um entroncamento com a Estrada de Ferro Elétrica Votorantim, que na época, atendia a sede da indústria homônima no município.
O prédio recebeu uma grande reforma no ano de 1930, originando seu atual estilo neoclássico e a partir da década de 1970, após a encampação da Sorocabana, passou a ser administrado pela antiga estatal Fepasa. Da estação, partiam trens diários para várias localidades do interior paulista como Presidente Prudente, Itapetininga, Bauru, Campinas, Presidente Epitácio e Mairinque, além da capital paulista e para as cidades litorâneas da região da Baixada Santista como Santos, Praia Grande, Itanhaém e Peruíbe. Mesmo após a privatização da malha da Fepasa e a sua concessão sendo entregue à antiga Ferroban em 1999, os trens de passageiros de longa distância tiveram mantidas suas circulações compartilhadas com os trens cargueiros por forças contratuais, de onde faziam a ligação entre Sorocaba e o município de Apiaí. Em março de 2001, os últimos trens de passageiros realizaram suas últimas paradas na Estação Ferroviária de Sorocaba, que com a desativação destes, também cessou suas atividades para embarque e desembarque. Atualmente, somente passam pela estação ferroviária e pelo seu grande pátio, os trens cargueiros da Rumo Logística, atual concessionária da malha ferroviária da antiga Fepasa. No entanto, o prédio mantém suas características externas conservadas, enquanto suas características internas apresentam sinais de abandono, mesmo após ter sua posse adquirida pela Prefeitura local nos anos 2000. Desde 2018, se encontra tombada pelo CONDEPHAAT. Há também projetos de reativação da estação ferroviária para o serviço de passageiros pelo governo paulista, porém nada ainda foi concretizado.

#### Aeroviário

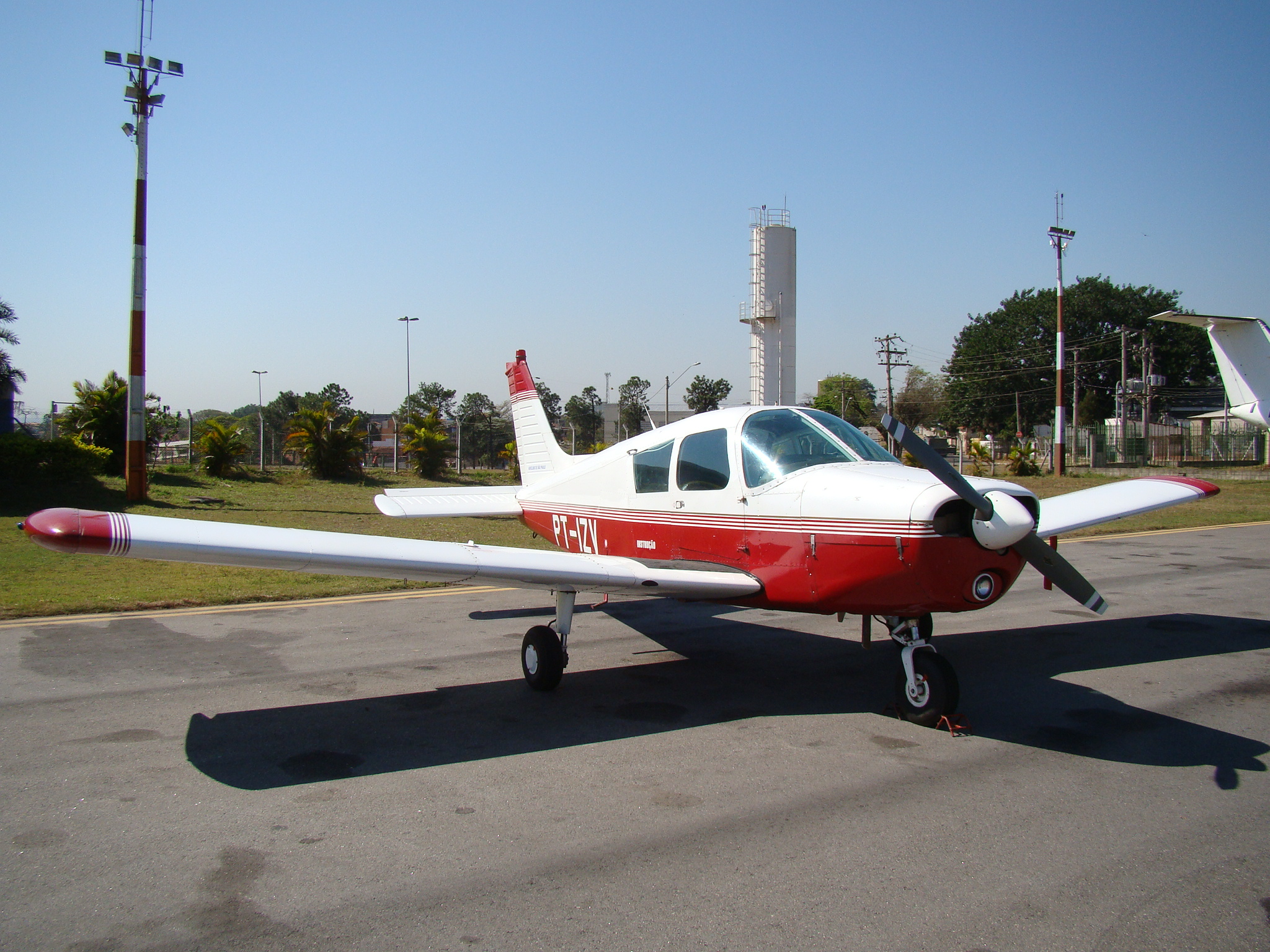
Avião monomotor estacionado no Aeroporto de Sorocaba.

O Aeroporto de Sorocaba é usado por aviões de pequeno porte; praticamente não são feitos voos comerciais. Dentre os serviços prestados encontram-se: manutenção de aeronaves, hangaragem e serviços de base fixa. No mês de maio de 2013 foram entregues as obras que custaram 7,1 milhões ao governo federal. Entre as melhorias que foram executadas consta a extensão da pista de pouso em 150 metros, passando dos anteriores 1 482 m para 1.632 m e o aumento em 6 mil metros quadrados do pátio de aeronaves, que conta atualmente com 14,8 mil m². No conjunto de melhorias no aeroporto consta duas novas pistas de rolamento construídas e o alargamento das existentes. Também foi ampliada a pista de táxi e as vias de acesso para os hangares, com construção de vias de serviço.
A Embraer possui no local o  Centro de Serviços para jatos executivos com 20 mil metros quadrados de área, o Centro de Serviços da Embraer inclui hangares, salas VIP, salas de reunião para clientes e salas de descanso para tripulação, além de escritórios administrativo, um investimento estimado em USD 25 milhões. Encontra-se em estágio avançado o projeto de internacionalização do aeroporto.

## Cultura

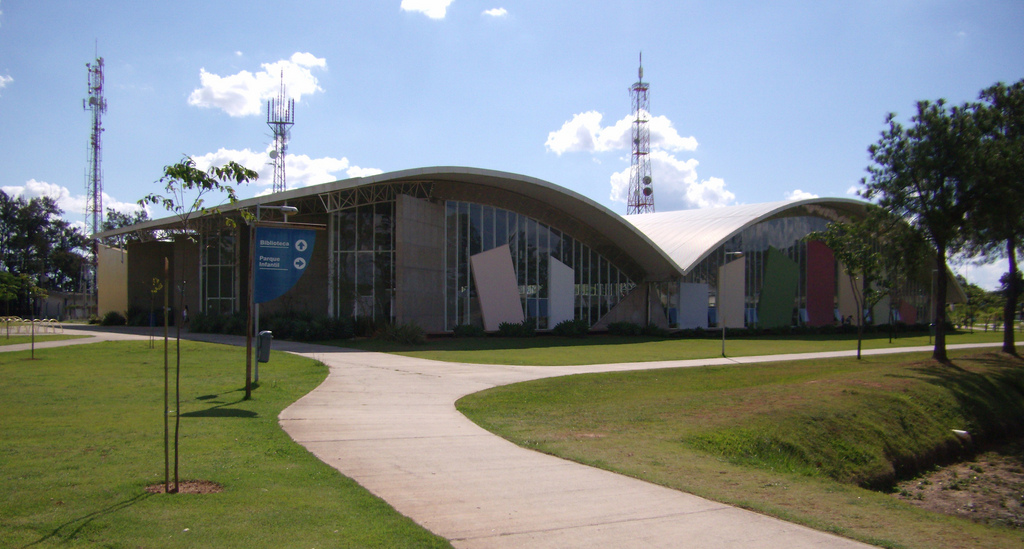
Biblioteca Municipal

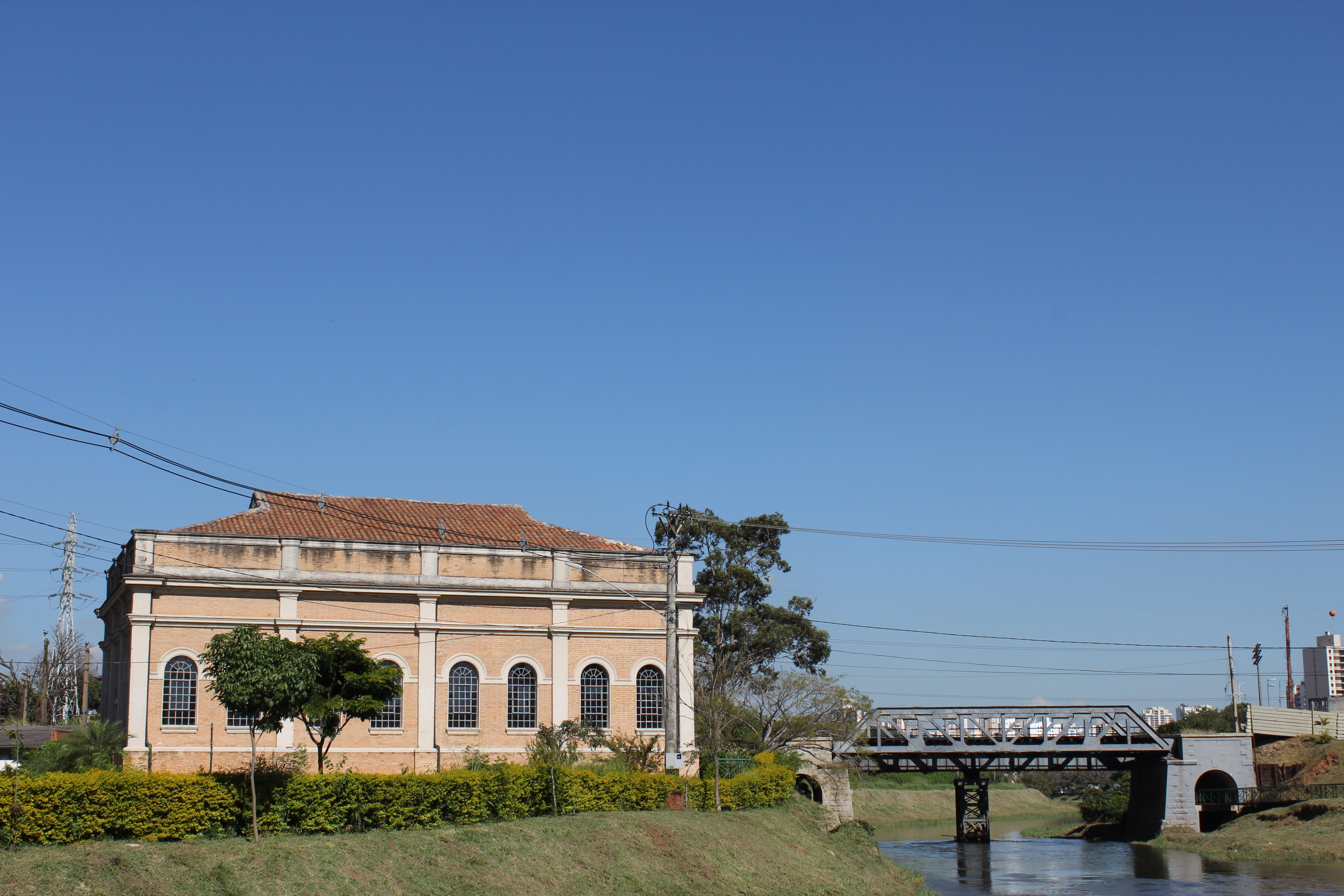
Usina Cultural "Ettore Marangoni", antiga sede da estação de energia da Tecelagem Cianê.

Constituída em 1992 como uma entidade civil de direito privado, sem fins lucrativos, a Fundação de Desenvolvimento Cultural (FUNDEC) é responsável por boa parte da agenda cultural da cidade de Sorocaba. Administra a Orquestra Sinfônica de Sorocaba, o Instituto Municipal de Música, os núcleos de Informações, Corais, Danças e Artes Cênicas, o Cineclube Municipal, os grupos de MPB e Jazz, Choro e Cordas, a Banda Sinfônica, o Espaço de Exposições e a Usina Cultural. em sua sede no antigo Teatro São Rafael, construído em 1844 em pleno coração da cidade. Já serviu de abrigo para a Prefeitura de 1935 a 1980 e para a Câmara Municipal de Sorocaba de 1982 a 1999.
Os teatros mais importantes são Teatro Municipal Teotônio Vilela, Teatro 'Armando Pannunzio' (SESI), Teatro América, Teatro do SESC. Entre os museus há o Museu Histórico Sorocabano, o Museu da Estrada de Ferro Sorocabana, Casa de Aluísio de Almeida, Museu Arquidiocesano de Arte Sacra de Sorocaba, Museu do Tropeirismo, Museu de Arte Contemporânea de Sorocaba, Museu da Imagem e do Som de Sorocaba e Museu de História Militar de Sorocaba.
Os principais monumentos de Sorocaba são: Canhões da Praça Dr. Arthur Fajardo; Pelourinho; Monumento a Baltasar Fernandes; Marco da Revolução Liberal; Monumento aos Bandeirantes; Monumento a Luís Mateus Maylasky; Monumento ao Tropeiro; Monumento ao Algodão; Obelisco ao Pracinha da Força Expedicionária Brasileira; Monumento a João de Camargo; Monumento à Mãe Preta; monumento a Rafael Tobias de Aguiar; Cruz de Ferro, entre muitos outros.
Outros locais de interesse são; Mercado Municipal; Casa de Aluísio de Almeida; Casarão do Brigadeiro Tobias; Espaço Cultural Municipal; Usina Cultural; a Oficina Cultural Regional “Grande Otelo”; Capela de João de Camargo; Capela do Divino; Igreja de Sant’Ana e Mosteiro de São Bento; Catedral Metropolitana de Sorocaba; Igreja de Aparecidinha; Capela Nossa Senhora da Penha.

### Esportes

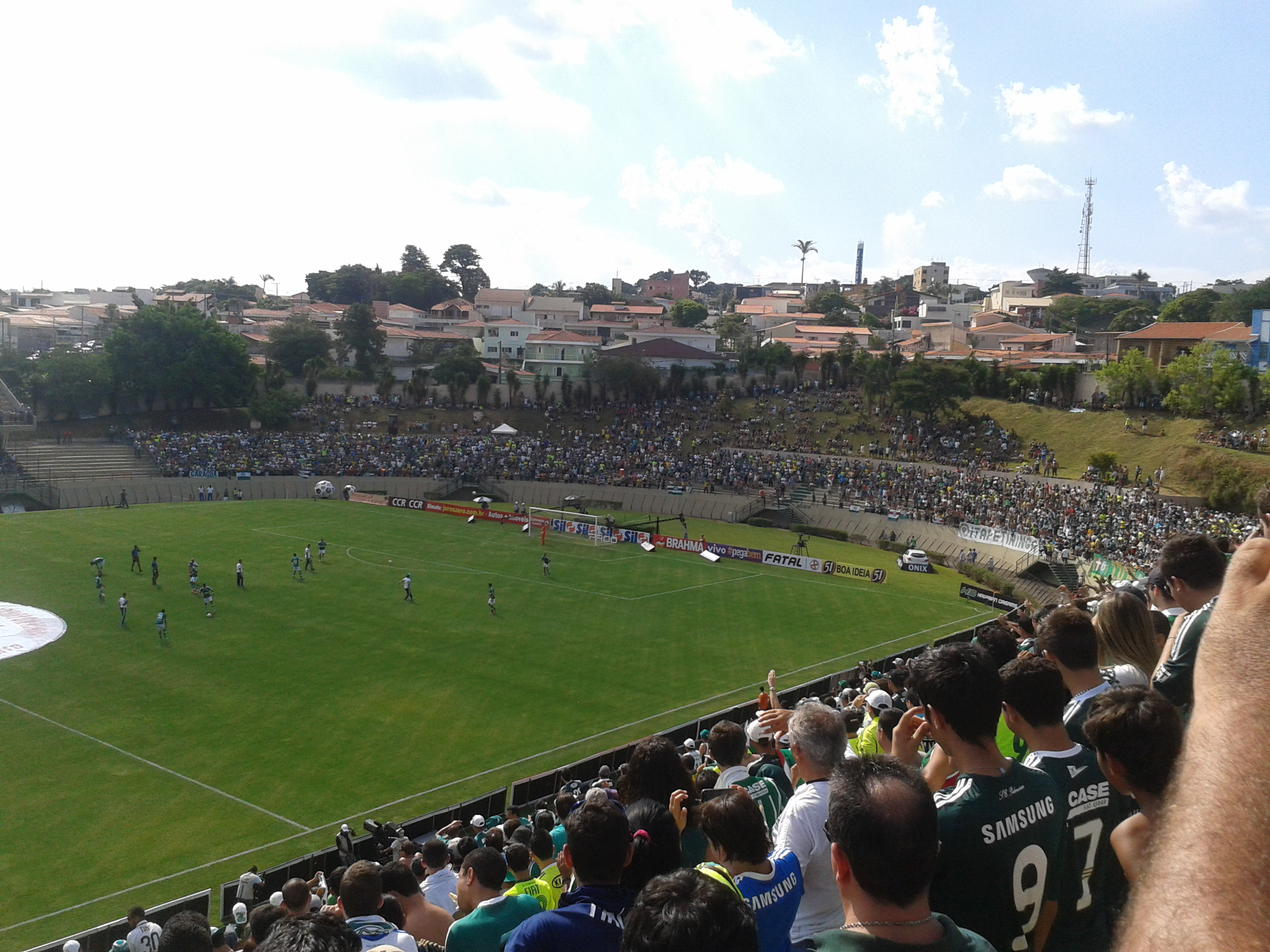
Partida entre Atlético Sorocaba e Palmeiras, em 2014, disputada no Estádio Walter Ribeiro

No futebol, as principais equipes são o Esporte Clube São Bento, uma centenária agremiação esportiva que disputa a primeira divisão do Campeonato Paulista e a segunda divisão, mais conhecida como Série B, do Campeonato Brasileiro, e o Clube Atlético Sorocaba, time fundado em 21 de fevereiro de 1991 e que disputa a Série A3 do Campeonato Paulista de Futebol. Há também o Clube Atlético Barcelona (amador). O antigo Estrada de Ferro Sorocabana Futebol Clube foi extinto em 1993. No futsal, há o Magnus Sorocaba Futsal. No basquete, Sorocaba é representada pela Liga Sorocabana de Basquete. O Clube Atlético Minercal foi uma equipe feminina que existiu até 1993. No futebol americano, há o Sorocaba Vipers.
O município também conta com estádios e ginásios, como o Estádio Doutor Rui Costa Rodrigues, o Estádio Eusébio Moreno, o Estádio Humberto Reale, o Ginásio Municipal de Esportes Gualberto Moreira e o Estádio Municipal Walter Ribeiro, o maior da cidade, com capacidade para quase 14 mil espectadores.